# Liste der Schutzpatrone
Ein Schutzpatron ist in der katholischen Kirche, den orthodoxen Kirchen, der anglikanischen Kirche und in manchen islamisch geprägten Gegenden Kleinasiens ein Heiliger, der in bestimmten Anliegen bevorzugt angerufen wird. Der Grund dafür leitet sich meist aus der Lebensgeschichte oder der Art des Martyriums des oder der Heiligen her. Seinem Patronat unterstellt man ein bestimmtes Objekt oder einen bestimmten Ort, im Fall des Namenstages spricht man vom Namenspatron.
Bei der folgenden Liste der Schutzpatrone muss man berücksichtigen, dass die Patronate der Heiligen regional und international sehr unterschiedlich vergeben wurden und darüber hinaus einem starken zeitlichen Wandel unterworfen waren. Der Wechsel von Landesherren oder die Reformation konnten alte Stadtpatrone völlig in den Hintergrund drängen.
Kritisch wird gegen gängige Listen von Schutzpatronen bzw. Schutzheiligen der katholischen Kirche eingewendet, dass diese häufig willkürlich scheinen. Studien zu Stadtpatronen haben ergeben, dass die immer wieder abgeschriebene Kompilation von Dieter Heinrich Kerler, Die Patronate der Heiligen, Ulm 1905, die keine Quellen angibt, unzuverlässig ist. Daher sind auch viele Angaben nur mit Vorsicht verwendbar. Andererseits greift man auch in neueren Studien als Vergleichsbasis darauf zurück.

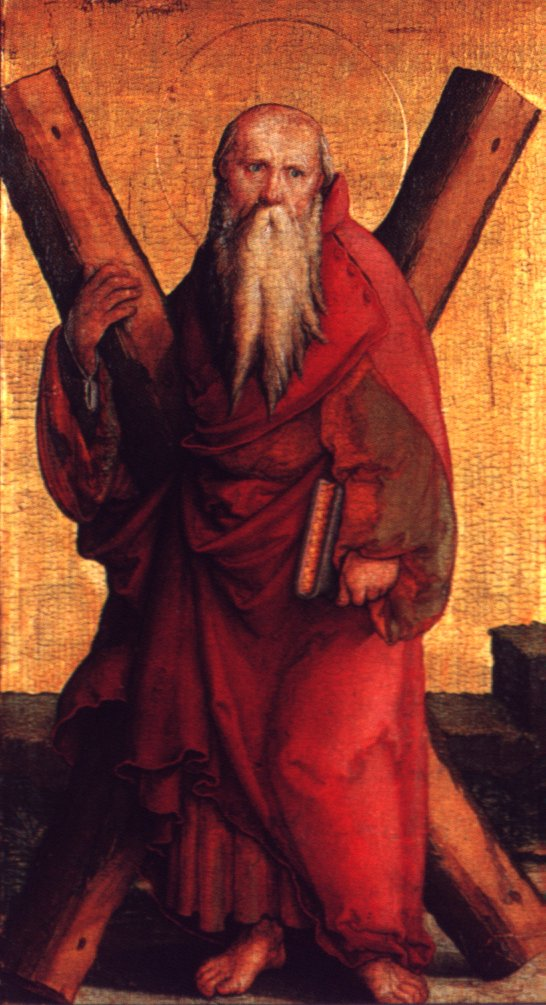
Apostel Andreas, Schutzpatron der Stadt Brügge, Falkensteiner Retabel

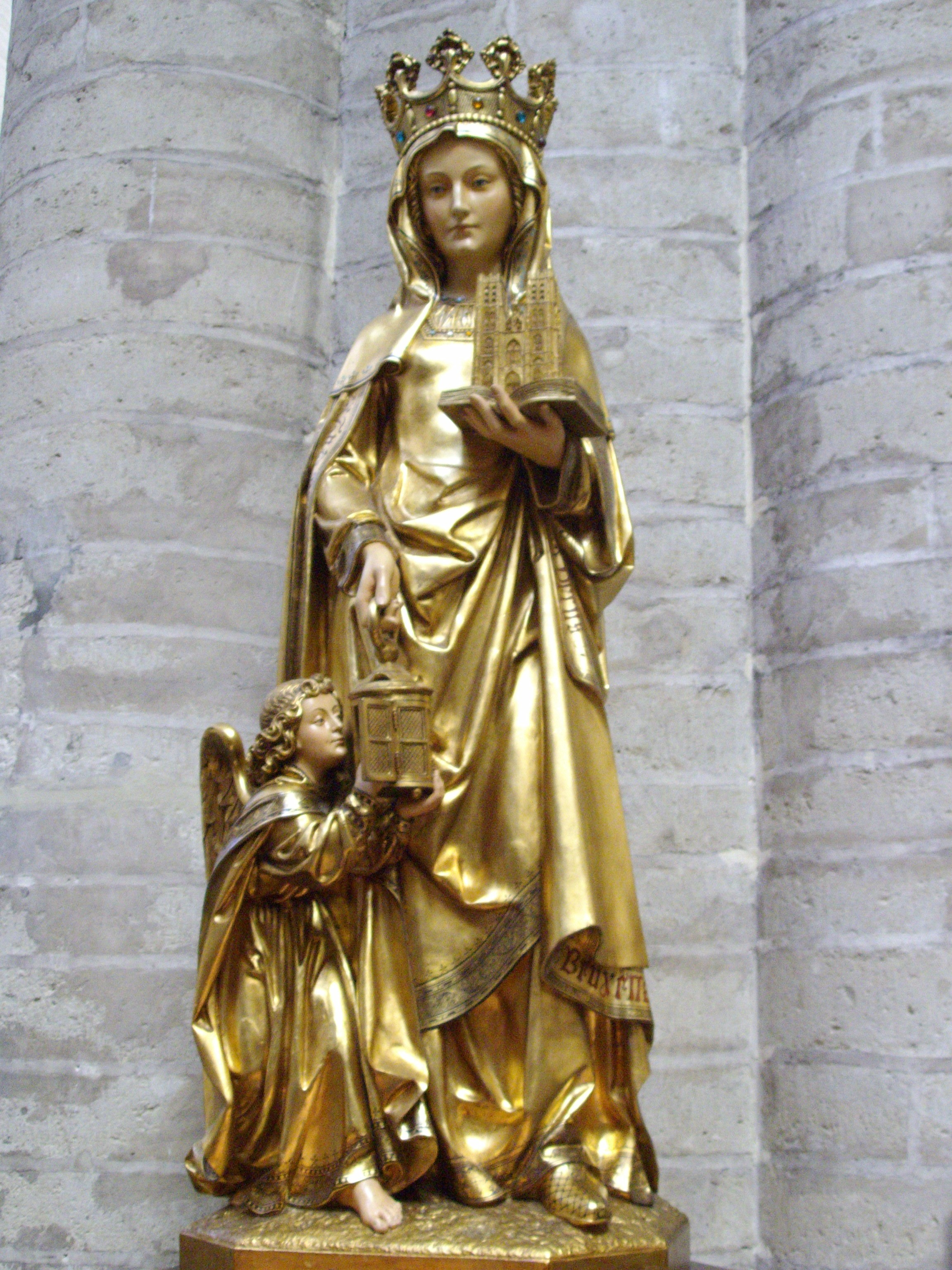
Gudula, Schutzpatronin Brüssels, 15. Jahrhundert

## Orts- und Landesheilige geordnet nach Staaten

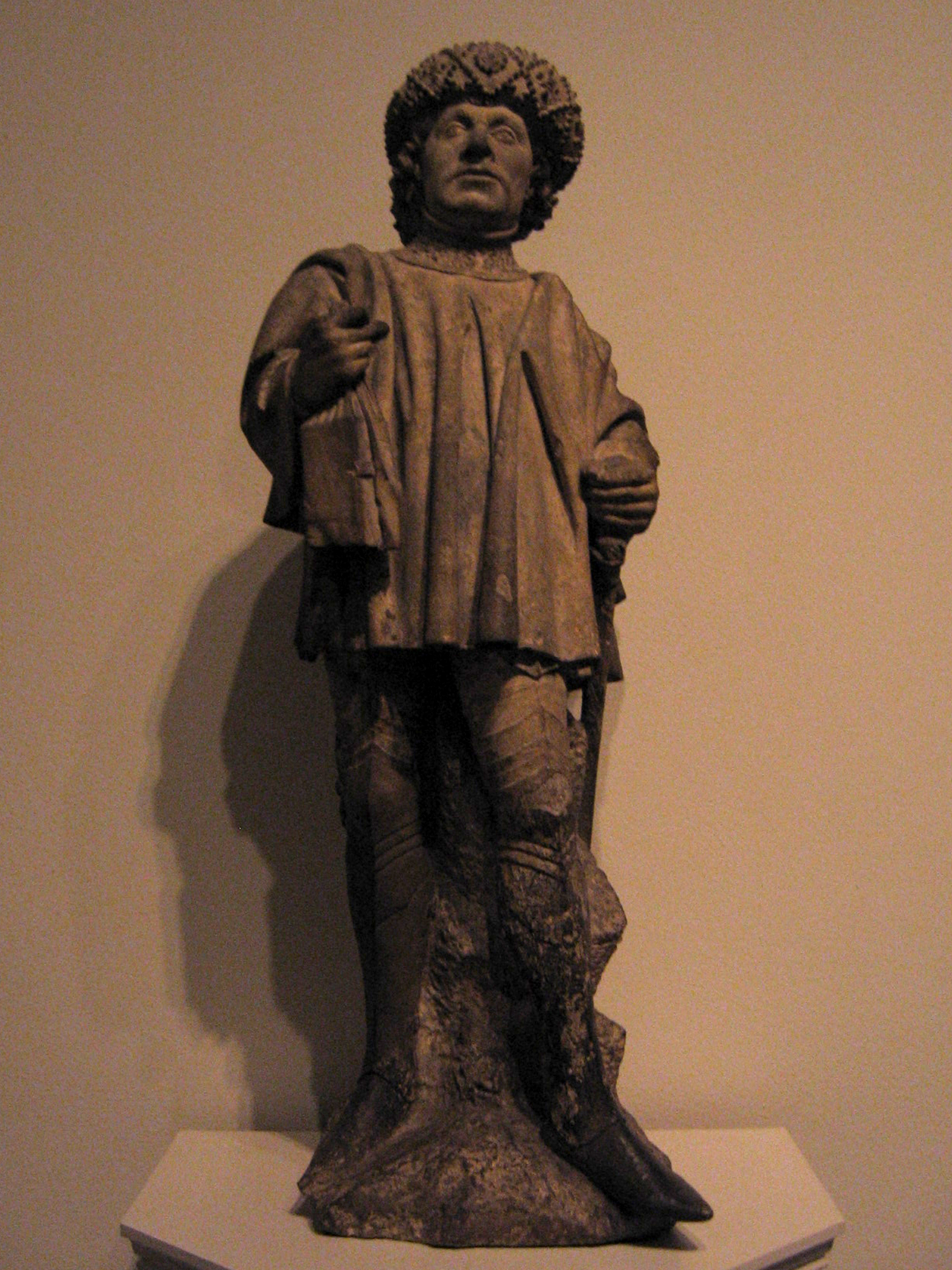
Bavo, Schutzpatron Gents, 1460

(Literatur:)

### Belgien
- Anderlecht: Guido von Anderlecht
- Brügge: Apostel Andreas
- Brüssel: Gudula von Brüssel
- Gent: Bavo,[10] Colette
- Mons: Waltraud

### Deutschland
Deutschland: Michael – eigentlich nicht Patron des Landes, sondern des Volkes

#### Ortschaften
- Aachen: Maria, Apostel Matthias
- Andechs: Hedwig von Andechs

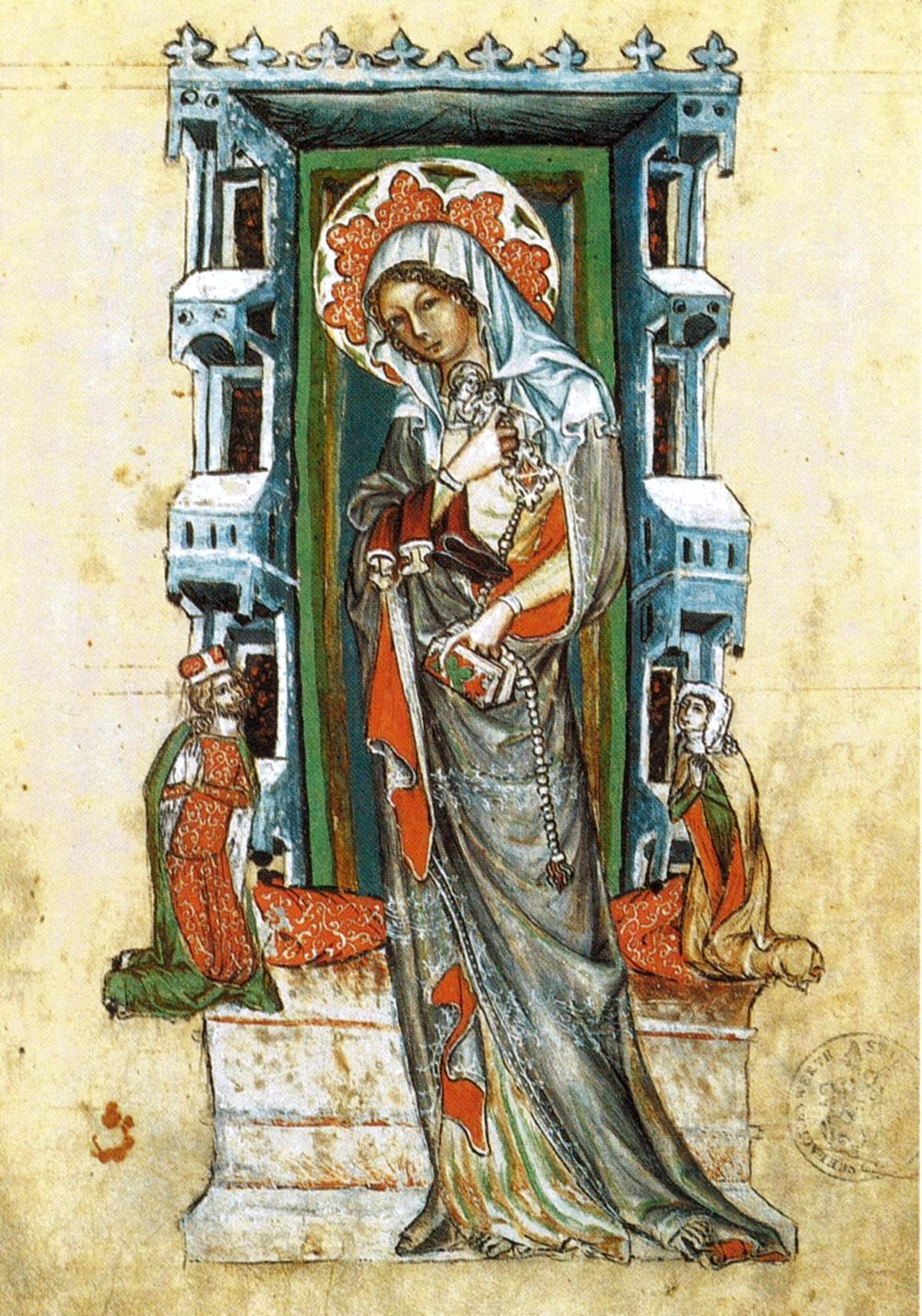
Die hl. Hedwig, Schutzpatronin von Andechs und Polen

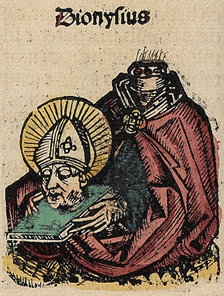
Dionysius von Paris, Schutzpatron Krefelds, Schedelsche Weltchronik 1493

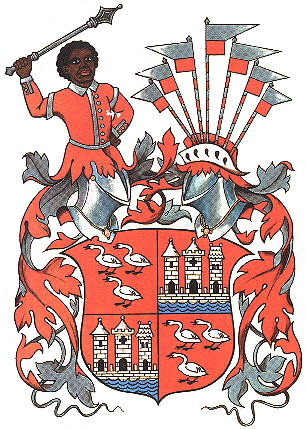
Mauritius, Schutzpatron Zwickaus, findet man auch in dessen Stadtwappen

- Augsburg: Ulrich von Augsburg, Afra von Augsburg,[11] Simpert
- Baden-Baden: Bernhard II. (Baden)
- Bamberg: Kaiser Heinrich II. und Kaiserin Kunigunde, Otto von Bamberg
- Bautzen: Bernhard Wensch, Johannes Leisentrit
- Beckum: Stephanus und Sebastian
- Berlin: Benno von Meißen, Otto von Bamberg, Ludwig IX.
- Bingen am Rhein: Elisabeth von Schönau
- Bonn: Cassius und Florentius,[12] Adelheid
- Braunschweig: Ägidius, Auctor[13], Anna[14]
- Breisach: Gervasius und Protasius
- Bremen: Ansgar von Bremen
- Coburg: Mauritius
- Deutz: Heribert von Köln
- Dortmund: Reinoldus[15]
- Duderstadt: Laurentius
- Düren: Anna
- Dürrwangen: Sebastian
- Düsseldorf: Apollinaris von Ravenna
- Eichstätt: Sola, Walburga, Willibald von Eichstätt[16]
- Eisenach: Georg[17]
- Ellwangen (Jagst): Hariolf und Erlolf
- Erfurt: Adalar
- Erfweiler-Ehlingen: Mauritius
- Esens: Magnus von Fabrateria vetus
- Essen: Cosmas und Damian, Liudger
- Frankfurt am Main: Bartholomäus,[18] Helena
- Freiburg im Breisgau: Georg, Lambert von Lüttich, Alexander von Bergamo[19]
- Freising: Korbinian, Sigismund
- Fröndenberg/Ruhr: Mauritius
- Fulda: Simplicius, Faustinus und Beatrix
- Görlitz: Hedwig von Andechs
- Hannover: Apostel Matthias
- Hamburg: Ansgar von Bremen, Maria und Petrus[20]
- Heilbronn: Kilian
- Helmstedt: Liudger
- Herborn: Petrus
- Herrieden: Deocar
- Herford: Pusinna
- Hersfeld: Wigbert
- Herzogenaurach: Maria Magdalena
- Hildesheim: Antonius von Padua, Bernward von Hildesheim, Godehard von Hildesheim,[21] Martin von Tours
- Ingolstadt: Mauritius
- Jülich: Hubertus von Lüttich
- Kaufbeuren: Maria Crescentia Höss
- Koblenz: Castor von Karden[22]
- Köln: Pantaleon, Severin von Köln, Ursula von Köln, Gereon von Köln
- Konstanz: Konrad von Konstanz
- Krefeld: Dionysius von Paris
- Landshut: Sebastian
- Limburg an der Lahn: Servatius von Tongern
- Lüdenscheid: Medardus
- Mainz: Albanus[23], Martin von Tours
- Meiningen: Kaiser Heinrich II.
- Minden: Georg,[24] Gorgonius von Rom
- Mönchengladbach: Veit
- München: Benno von Meißen[25]
- Münster: Liudger[26]
- Naumburg (Saale): Wenzel von Böhmen[27]
- Neuss: Quirinus von Neuss
- Nürnberg: Laurentius, Sebaldus von Nürnberg, Cyprian[28]
- Ormesheim: St. Mauritius
- Osnabrück: Ägidius[11]
- Paderborn: Liborius[29]
- Regensburg: Petrus
- Reichenau auf der Insel Reichenau: Johannes Markus
- Remagen: Apollinaris von Ravenna
- Reutlingen: Lukas
- Schopfheim: Erzengel Michael
- Selm (Westf.): Fabian und Sebastian
- Siegen: Nikolaus von Myra
- Solingen: Clemens
- Staufen im Breisgau: Anna
- Süchteln (Viersen): Irmgard von Süchteln
- Trier: Simon Petrus
- Weiher: Wendelin
- Wiesbaden: Mauritius
- Wittlich: Rochus von Montpellier
- Wolfsburg: Christophorus
- Würzburg: Kilian[30] im Weiteren auch seine Begleiter Kolonat und Totnan
- Hessen: Elisabeth von Thüringen
- Wuppertal: Laurentius
- Xanten: Viktor von Xanten
- Zwickau: Mauritius[31]

#### Bundesländer und Regionen
- Baden: Bernhard II. von Baden

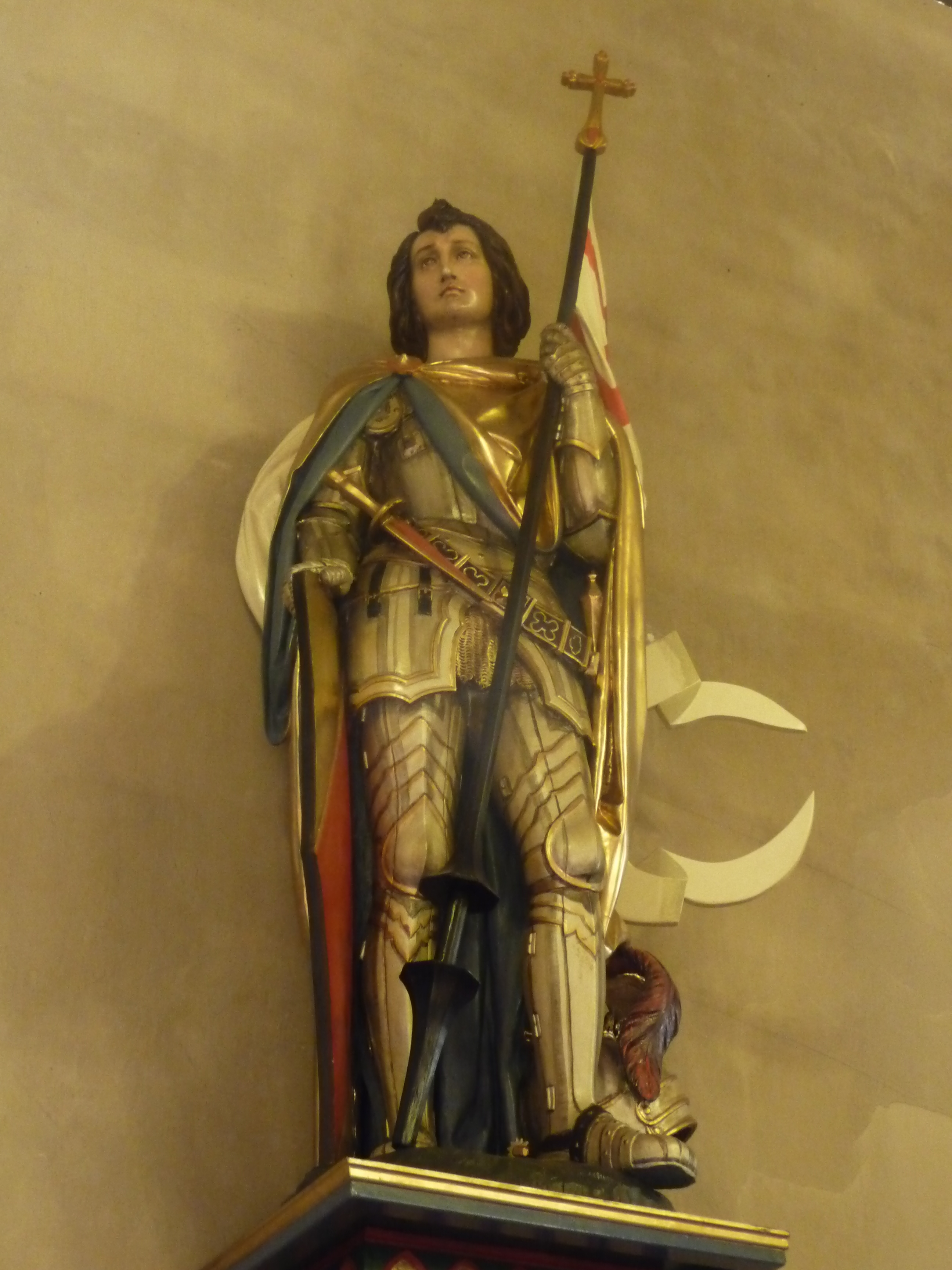
Bernhard II. (Baden) / Stiftskirche (Baden-Baden)

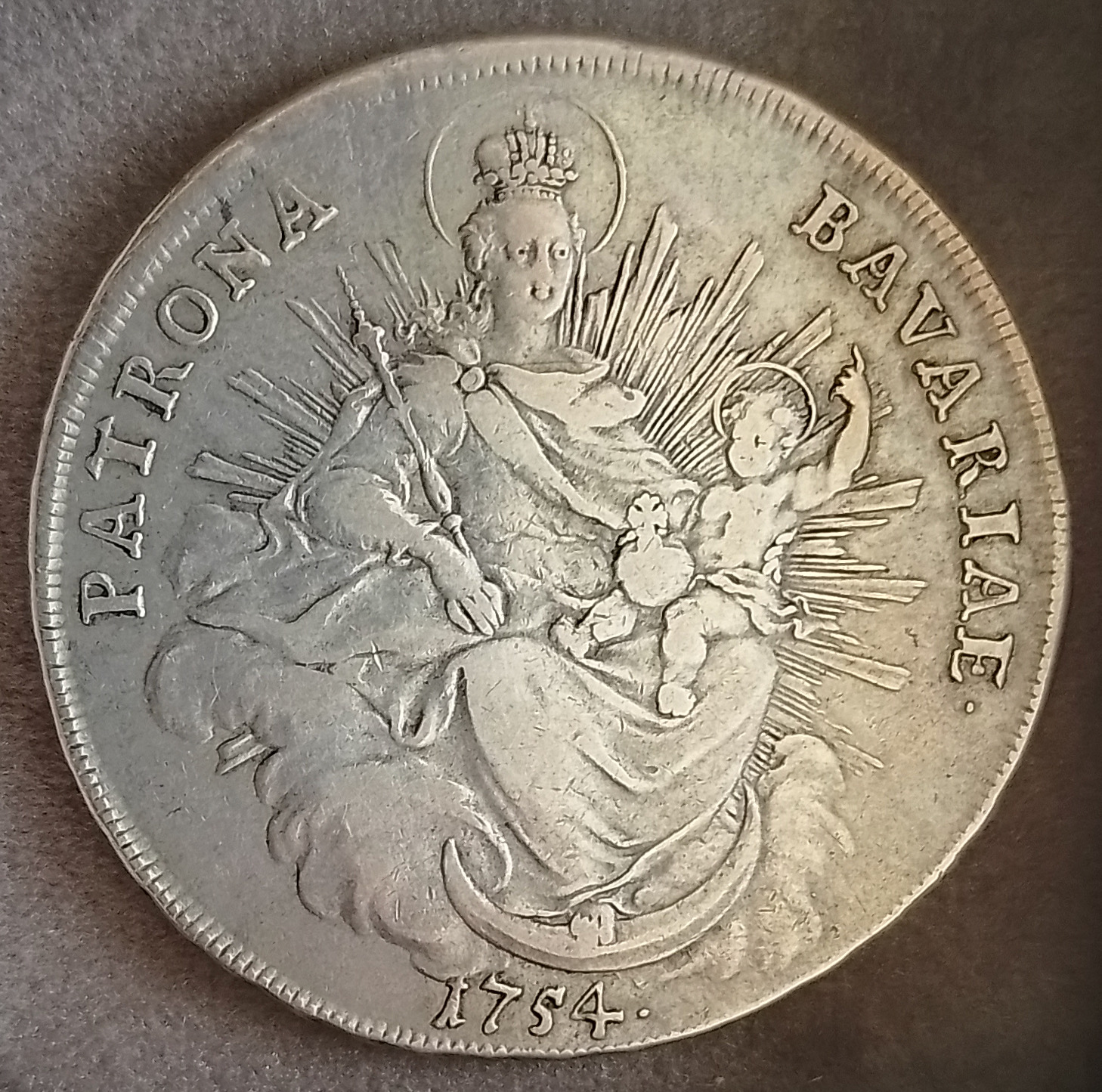
Ein bayerischer Madonnentaler von 1754 zeigt die Gottesmutter als „Patrona Bavariae“

- Bayern: Maria (Patrona Bavariae), Korbinian
  - Altbayern: Benno von Meißen
- Eichsfeld: Martin von Tours
- Franken: Kilian, im Weiteren auch seine Begleiter Kolonat und Totnan
- Hessen: Elisabeth von Thüringen
- Sachsen (Lausitz): Benno von Meißen
- Norddeutschland: Ansgar
- Niederrhein: Willibrord (auch von Luxemburg und Niederlande)
- Oberschwaben: Maria
- Pfalz: Pirminius
- Preußen: Adalbert von Prag[32]
- Sachsen: Vitus
- Thüringen: Bonifatius, Elisabeth von Thüringen

### Frankreich

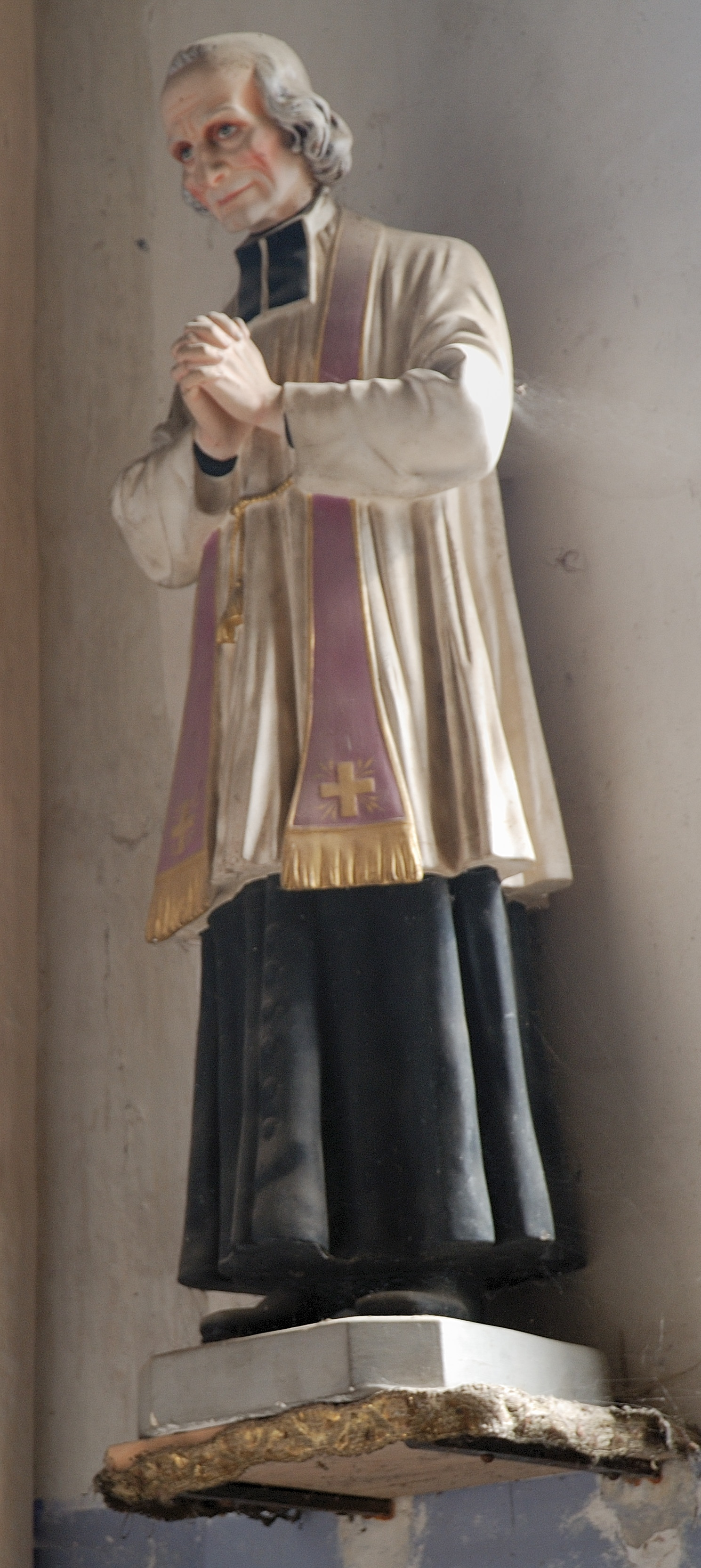
Johannes Vianney, Schutzpatron der Stadt Lille

- Amiens: Firmin der Ältere von Amiens,[33] Johannes der Täufer[34]
- Annecy: Franz von Sales
- Arras: Johannes Vianney
- Avignon: Bénézet, Agricola, Ruf, Peter von Luxemburg[35]
- Bordeaux: Apostel Andreas
- Calenzana: Restituta von Afrika
- Chambéry: Franz von Sales
- Dijon: Benignus,[36] Urban von Langres
- Grenoble: Hugo von Grenoble
- La Rochelle: Hilarius von Poitiers
- Lille: Johannes Vianney
- Lyon: Blandina[37]
- Metz: Arnulf von Soissons[38]
- Paris: Dionysius von Paris, Genoveva von Paris
- Poitiers: Radegundis
- Valence: Apollinaris von Ravenna[39]

### Irland
- Irland: Patrick von Irland,[6] Brigida von Kildare,[4] Columban von Iona[5]
- Ballinasloe: Grellan[40]
- Dublin: Kevin von Glendalough[41]
- Limerick: Munchin,[2] Lelia[1]

### Italien

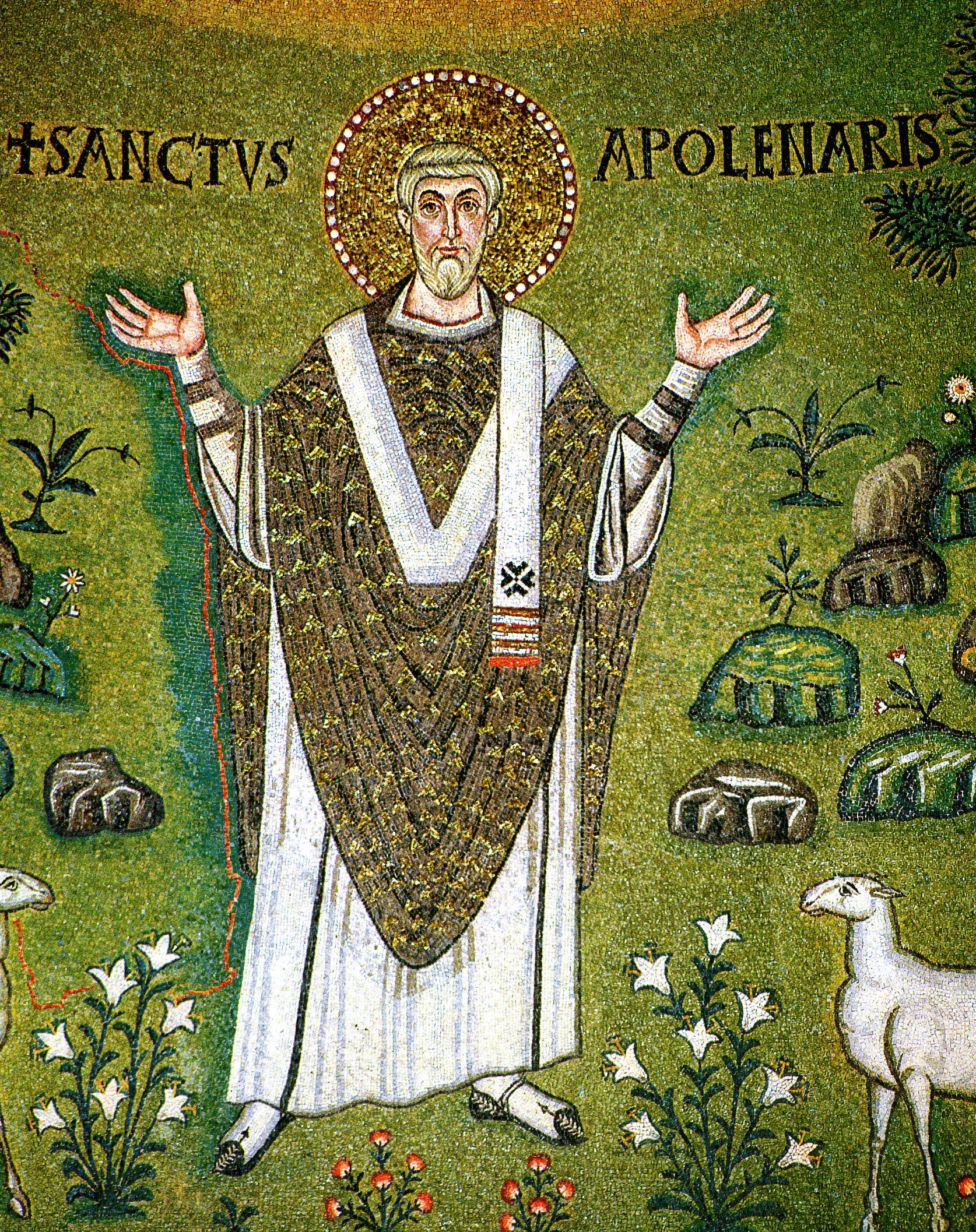
St. Apollinaris, Schutzpatron von Ravenna, Düsseldorf, Remagen und Valence

Italien: Franz von Assisi, Katharina von Siena

#### Ortschaften
- Ancona: Cyriakus[43]
- Bari: Nikolaus von Myra[44]
- Bologna: Ambrosius, Florian von Lorch,[45] Petronius von Bologna
- Bozen: Ingenuinus, Korbinian von Freising, Heinrich von Bozen[46]
- Catania: Agatha[47][48]
- Cremona: Homobonus von Cremona
- Florenz: Barnabas, Johannes der Täufer,[49] Minias[50]
- Genua: Johannes der Täufer
- Mailand: Ambrosius,[51] Barnabas, Gervasius und Protasius
- Modena: Geminianus von Modena
- Neapel: San Gennaro[52][53]
- Padua: Antonius von Padua,[54] Daniel von Padua, Justina von Padua
- Palermo: Santa Rosalia
- Perugia: Constantius von Perugia, Herculanus von Perugia[55]
- Rom: Laurentius von Rom,[56] Petronilla, Stephanus,[57] Franziska von Rom
- Salerno: Matthäus
- Sassari: Nikolaus von Myra, Gabinus, Maria delle Grazie
- Triest: Justus von Triest,[58] Servulus
- Turin: Johannes der Täufer
- Varese: Victor von Mailand
- Venedig: Johannes Markus,[59] Isidoros von Chios

#### Regionen
- Abruzzen: Kamillus von Lellis, Gabriel von der schmerzhaften Muttergottes
- Aostatal: Maria SS. Regina della Valle d’Aosta
- Apulien: Nikolaus von Myra
- Basilikata: Gerhard Majella
- Emilia-Romagna: Apollinaris von Ravenna
- Friaul-Julisch Venetien: Hermagoras und Fortunatus
- Kalabrien: Franz von Paola
- Kampanien: Januarius, Paulinus von Nola
- Latium: Simon Petrus, Paulus von Tarsus
- Ligurien: Georg
- Lombardei: Ambrosius von Mailand, Karl Borromäus
- Marken: Nikolaus von Tolentino
- Molise: Maria Addolorata di Castelpetroso
- Piemont: Franz von Sales, Eusebius von Vercelli
- Sardinien: Antiochus von Sulci, Nostra Signora di Bonaria
- Sizilien: Maria Santissima Immacolata, Santa Rosalia, Franz von Paola
- Toskana: Madonna delle Grazie
- Trentino-Südtirol: Vigilius von Trient
- Umbrien: Franz von Assisi
- Venetien: Markus

### Kroatien
- Dubrovnik: Blasius von Sebaste (Sveti Vlaho)[60][61]
- Rovinj: Euphemia von Chalkedon[62]

### Niederlande
- Niederlande: Willibrord
- Holland: Willibrord
- Amersfoort: Georg
- Amsterdam: Nikolaus von Myra
- Breda: Maria, Michael
- Den Haag: Jakobus der Ältere

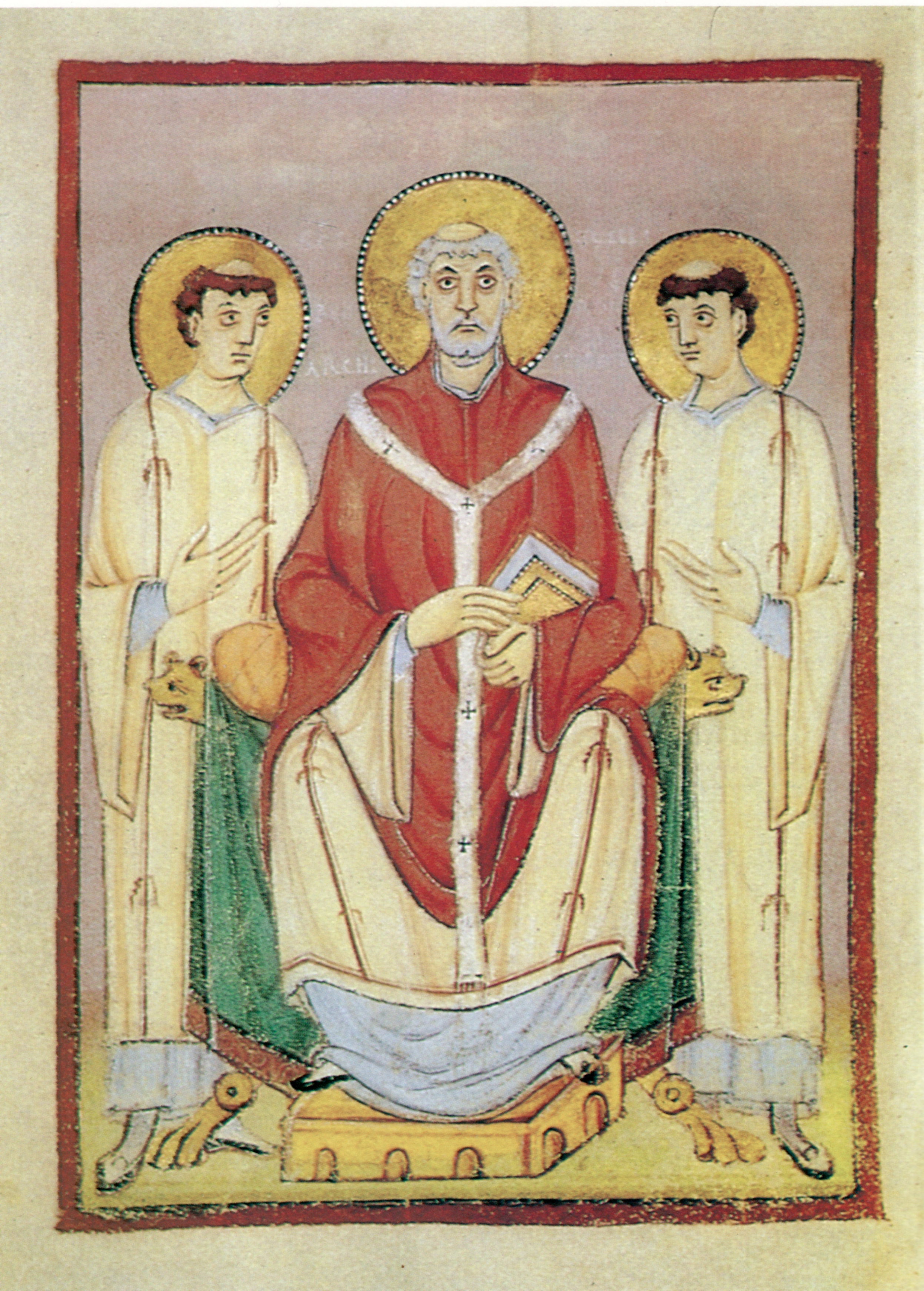
Willibrord, Schutzpatron Haarlems

- Deventer: Lebuin, Nikolaus von Myra
- Franeker: Martin von Tours
- Groningen: Martin von Tours
- Haarlem: Bavo, Willibrord[63]
- Heerlen: Pankratius
- ’s-Hertogenbosch: Johannes der Täufer, Apostel Johannes, Maria
- Hilversum: Veit
- Maastricht: Amandus von Maastricht,[64] Servatius von Tongern[65][66]
- Middelburg: Petrus
- Leeuwarden: Veit
- Leiden: Petrus
- Nijmegen: Stephanus
- Rotterdam: Laurentius von Rom
- Roermond: Maria, Christophorus
- Ridderkerk: Georg
- Schiedam: Lidwina von Schiedam[67][68]
- Sittard: Rosa von Lima
- Utrecht: Martin von Tours
- Zwolle: Michael

### Österreich
- Österreich: Leopold III. der Heilige, Maria Mutter Jesu (Magna Mater Austriae)

#### Ortschaften
- Bregenz: Gallus
- Eisenstadt: Martin von Tours
- Graz: Ägidius
- Klagenfurt: Ägidius
- Linz: Florian von Lorch
- Salzburg (Stadt): Johannes Nepomuk, Martin von Tours
- Innsbruck: Alexius von Edessa, Petrus Canisius, Pirmin
- St. Pölten: Hippolyt von Rom
- Villach: Jakobus der Ältere
- Wels: Johannes Evangelist
- Wien: Klemens Maria Hofbauer, Leopold III. der Heilige

#### Bundesländer
siehe auch Hauptartikel Landespatron
- Burgenland: Martin von Tours[69]

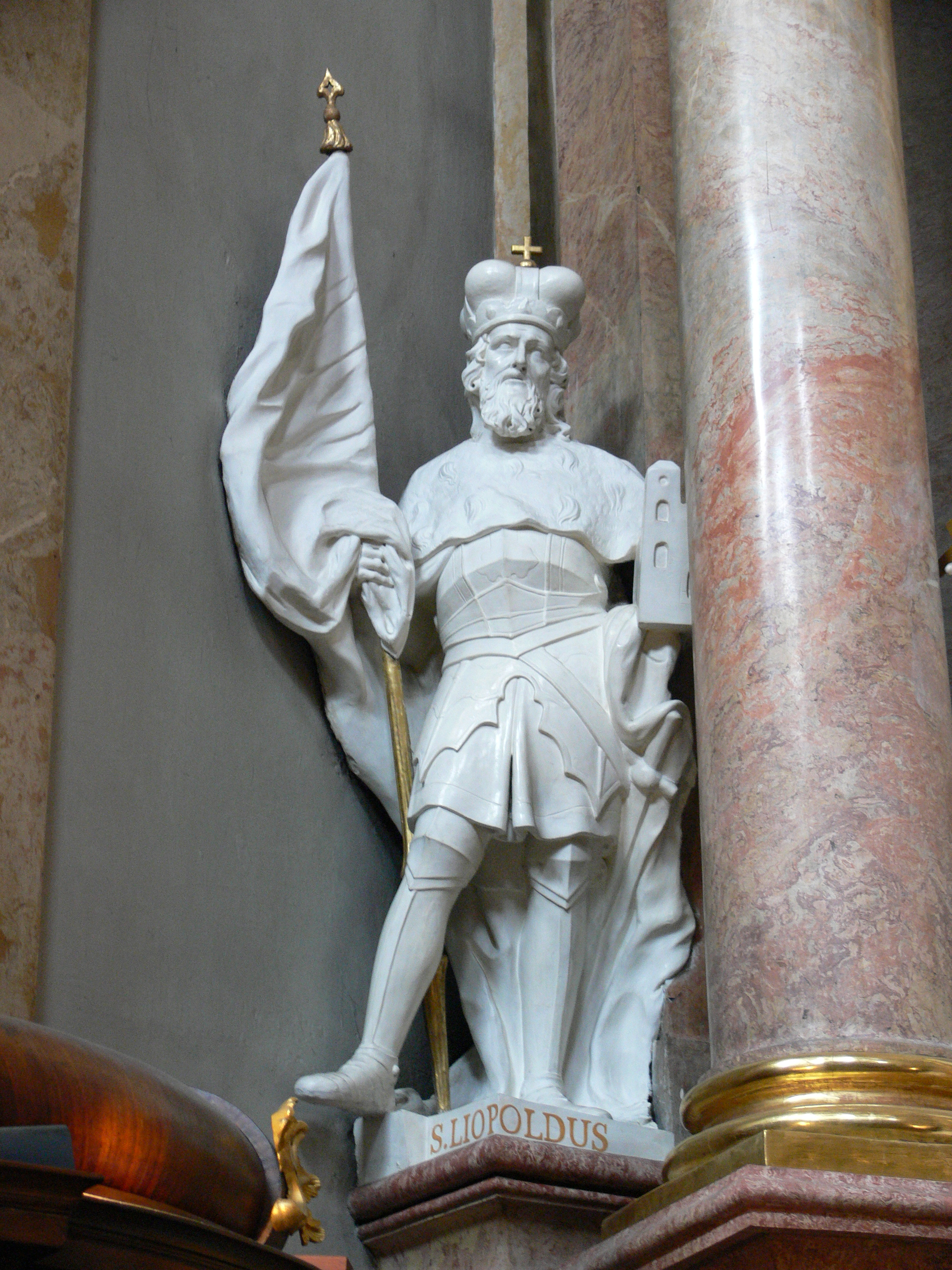
Leopold der Heilige, Schutzpatron Wiens, Nieder- und Oberösterreich, Statue in der Wiener Peterskirche

- Kärnten: Josef von Nazaret (Landespatron),[70] Hemma von Gurk (Landesmutter und Schutzfrau Kärntens)[70]
- Niederösterreich: Koloman,[71][72] Leopold III. der Heilige
- Oberösterreich: Leopold III. der Heilige und seit 2004 Florian von Lorch[73]
- Land Salzburg: Rupert von Salzburg, Virgilius von Salzburg, Erentrudis von Salzburg
- Steiermark: Josef von Nazaret
- Tirol: Josef von Nazaret und Georg
- Vorarlberg: Josef von Nazaret
- Wien: Klemens Maria Hofbauer, Leopold III. der Heilige

### Polen
- Bełchatów: Johannes Paul II.
- Bielsko-Biała: Maximilian Kolbe, Johannes von Krakau und Johannes Sarkander
- Breslau: Hedwig von Schlesien, Johannes der Täufer, Ceslaus von Breslau, Hyazinth von Polen
- Chełmno: Laurentius von Rom
- Częstochowa: Gottesgebärerin von Częstochowa
- Danzig: Adalbert von Prag, Stanislaus von Krakau
- Gniezno: Adalbert von Prag, Jolenta Helena von Polen
- Katowice: Gottesgebärerin von Piekar, Hedwig, Barbara von Nikomedien Florian, Hyazinth
- Krakau: Johannes von Krakau, Stanislaus von Krakau, Hyazinth
- Lublin: Stanislaus von Krakau, Johannes von Krakau
- Posen: Stanislaus von Krakau, Maria Ursula Ledóchowska, Bogumił z Dobrowa
- Przemyśl: hl. Johannes von Dukla, hl. Bischof Josef Sebastian Pelczar, hl. Dismas, sl. Johannes Adalbert Balicki
- Stettin: Otto von Bamberg
- Warschau: Andreas Bobola, Stanislaus von Krakau, Stanislaus Kostka

#### Regionen
Schlesien: Hedwig von Schlesien, Ceslaus von Breslau, Hyazinth von Polen OP

### Portugal
- Coimbra: Ursula von Köln
- Estremoz: Elisabeth von Portugal
- Lissabon: Antonius von Padua

### Schweiz
- Nationalheiliger ist Niklaus von Flüe[74]
- «Protector Helvetiae» (=Schutzherr der Schweiz) ist Karl Borromäus[75]

#### Ortschaften

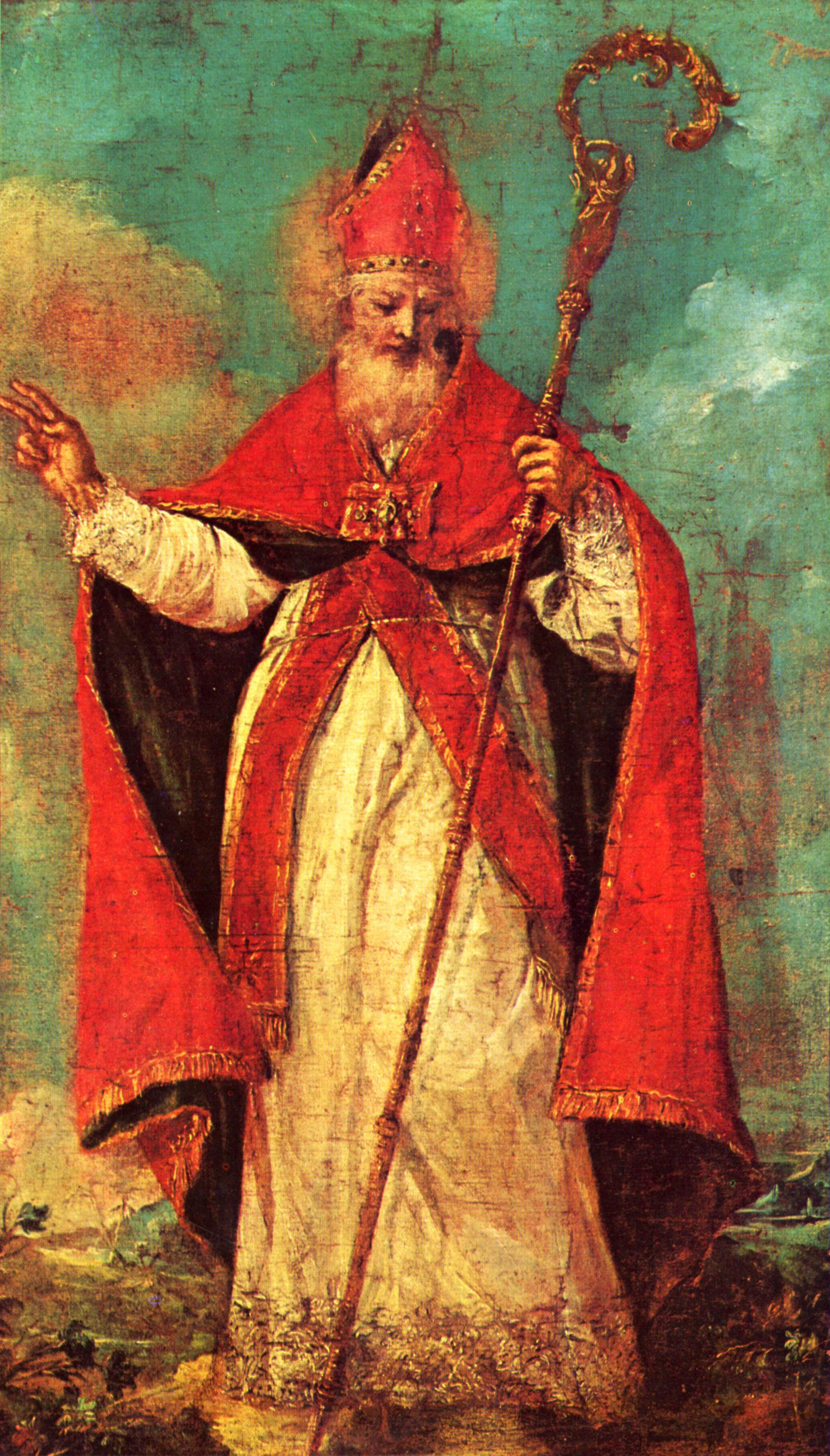
Nikolaus von Myra, Schutzpatron von Freiburg, Freskodetail Francesco Guardis, Mitte 18. Jahrhundert

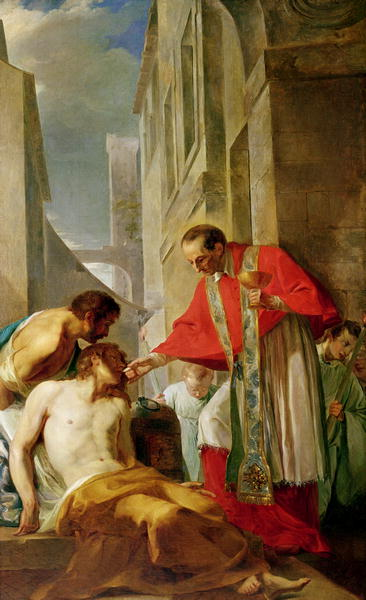
Karl Borromäus, Schutzpatron Luganos, Gemälde von Jean-Baptiste Corneille

- Basel: Franz von Assisi, Helena, Karl Borromäus
- Bern: Vinzenz von Saragossa (bis zur Reformation)
- Biel: Benedikt von Nursia
- Bülach: Laurentius von Rom
- Chur: Luzius von Chur
- Disentis: Placidus und Sigisbert
- Freiburg: Nikolaus von Myra, Katharina von Alexandrien
- Genf: Dismas, Franz von Sales, Petrus
- Glarus: Fridolin
- Grenchen: Eusebius
- Kriens: Gallus
- Lugano: Karl Borromäus
- Luzern: Leodegar
- Olten: Martin von Tours
- Poschiavo: Victor von Mailand
- San Vittore: Victor von Mailand
- Solothurn: Ursus und Victor von Solothurn
- Sitten: Katharina von Alexandrien
- Stein am Rhein: Georg
- St. Gallen: Gallus und Othmar
- Wil: Agatha, Nikolaus von Myra, Pankratius[76]
- Winterthur: Alban, Pankratius und Laurentius[77]
- Zürich: Felix und Regula, Exuperantius

#### Kantone und Regionen
- Appenzell Innerrhoden: Mauritius
- Bezirk Einsiedeln: Meinrad
- Nidwalden: Josef
- Glarus: Fridolin von Säckingen
- Obwalden: Niklaus von Flüe
- Schwyz: Martin von Tours
- Sensebezirk: Barbara von Nikomedien
- Wallis: Theodor (auch: Theodul, Joder), Katharina von Alexandrien, Mauritius

### Serbien
- Belgrad: Demetrius
- Novi Sad: Georg
- Niš: Prokopius

### Spanien

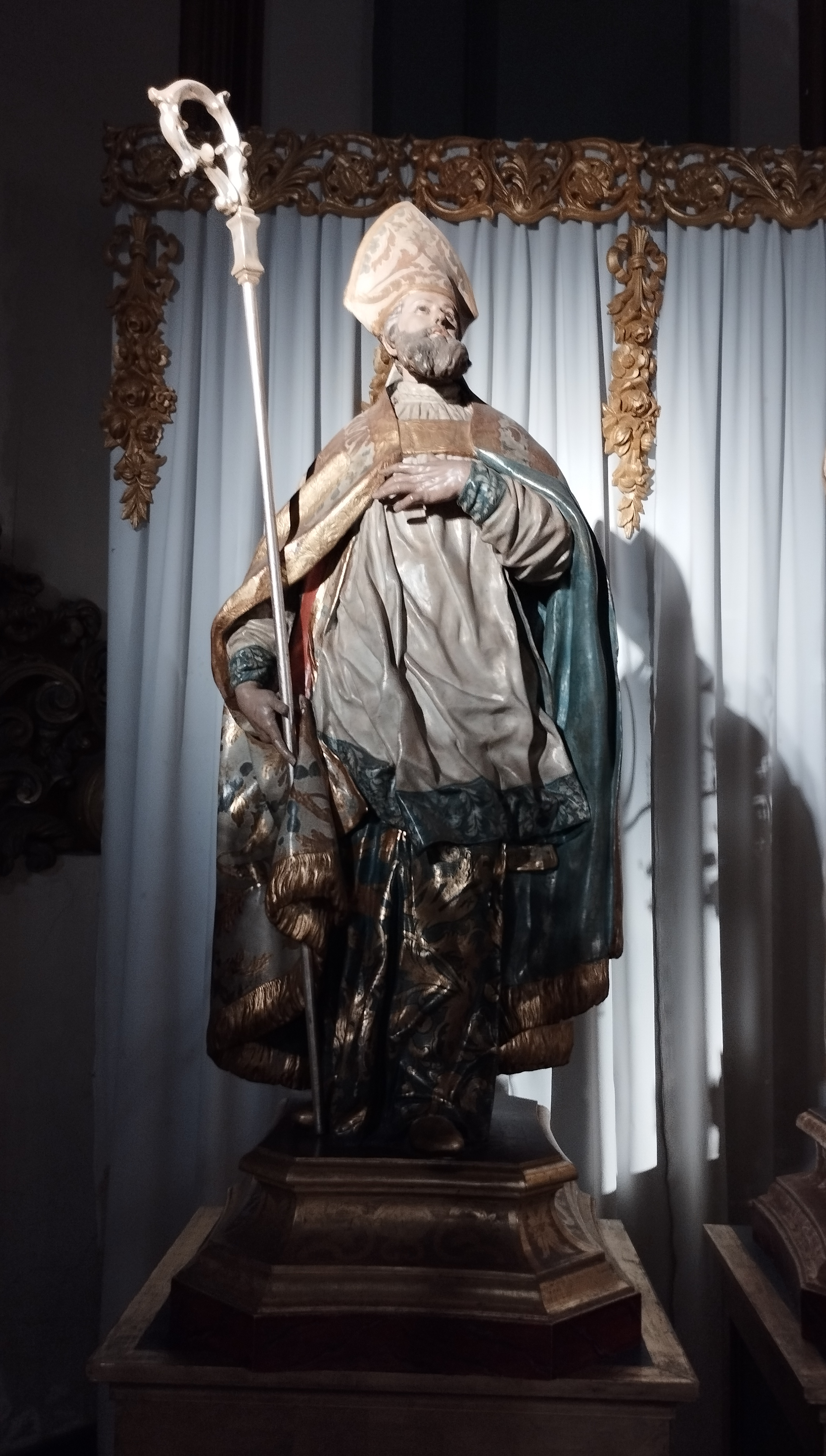
Leander von Sevilla, Schutzpatron Sevillas

- Nationalheilige sind Jakobus der Ältere und Teresa von Ávila

#### Ortschaften
- Astorga: Turibius von Astorga
- Avila: Teresa von Ávila[78]
- Barcelona: Georg von Kappadokien, Eulalia von Barcelona[79]
- Burgos: Lesmes von Burgos
- Cartagena: Charitina[80]
- Córdoba: Columba,[81] Dominikus
- Granada: Johannes von Gott, Anastasius[82]
- León: Marcellus von Tanger
- Madrid: Isidor von Madrid,[83] Jungfrau von Almudena
- Pamplona: Firmin der Ältere von Amiens[84]
- Santa Cruz de Tenerife: Jakobus der Ältere
- Salamanca: Cosmas und Damian[85]
- Segovia: San Frutos
- Sevilla: Leander von Sevilla
- Valencia: Vinzenz Ferrer, Vinzenz von Valencia und die Heilige Jungfrau der Hilflosen

#### Regionen
- Andalusien: Juan de Ávila
- Aragonien: Braulio of Zaragoza, Georg
- Asturien: Jungfrau von Covadonga
- Kastilien: Aemilianus von Cogolla
- Kanarische Inseln: Jungfrau von Candelaria, Peter von Betancurt
- Kantabrien: Jungfrau von Gut Erschienen
- Katalonien: Unsere Liebe Frau von Montserrat, Georg
- Autonome Gemeinschaft Baskenland: Ignatius von Loyola
- Extremadura: Unsere Liebe Frau von Guadalupe
- Galicien: Jakobus der Ältere
- La Rioja: Jungfrau von Valvanera
- Autonome Gemeinschaft Madrid: Isidor von Madrid, Jungfrau von Almudena
- Navarra: Firmin der Ältere von Amiens, Franz Xaver
- Valencianische Gemeinschaft: Vinzenz Ferrer, Heilige Jungfrau der Hilflosen

### Vereinigtes Königreich

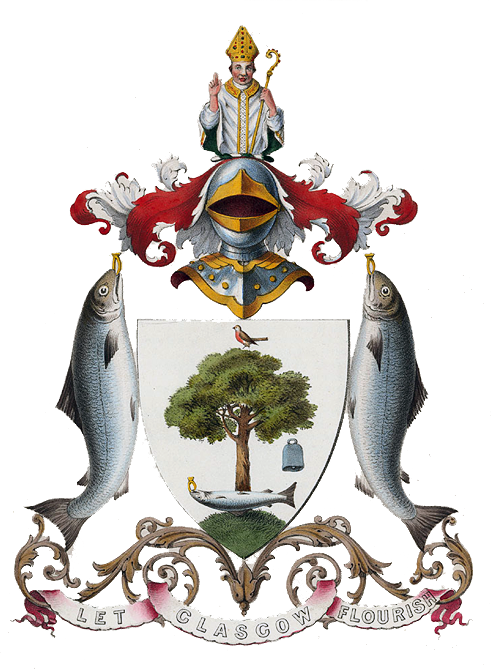
Mungo, Schutzpatron Glasgows, findet man auch in dessen Stadtwappen

#### Länder
- England: Eduard der Bekenner, Georg, Bonifatius, Felix von Burgund
- Schottland: Andreas
- Wales: David

#### Ortschaften
- Aberdeen: Nikolaus von Myra
- Canterbury: Augustinus von Canterbury, Thomas Beckett
- Colchester: Helena
- Durham: Cuthbert von Lindisfarne
- Edinburgh: Ägidius
- Glasgow: Mungo oder Kentigern
- London: Georg, Paul der Apostel
- Perth: Johannes der Täufer
- Portsmouth: Nikolaus von Myra, Thomas Beckett
- St Albans: Alban von England

### Weitere Ortschaften
- Budapest: Gerhard von Csanád
- Karthago: Augustinus
- Jerusalem: Modestos von Jerusalem
- Kiew: Michael
- Konstantinopel: Johannes Chrysostomos
- Lemberg: Stanislaus Kostka
- Luxemburg: Willibrord
- Moskau: Georg
- Sankt Petersburg: Alexander Newskij[86]
- Tiflis: Abo von Tiflis
- Vilnius: Johannes von Wilna
- Québec: Johannes der Täufer

### Weitere Regionen
- Schlesien: Hedwig von Andechs
- Elsass: Odilia

### Weitere Staaten

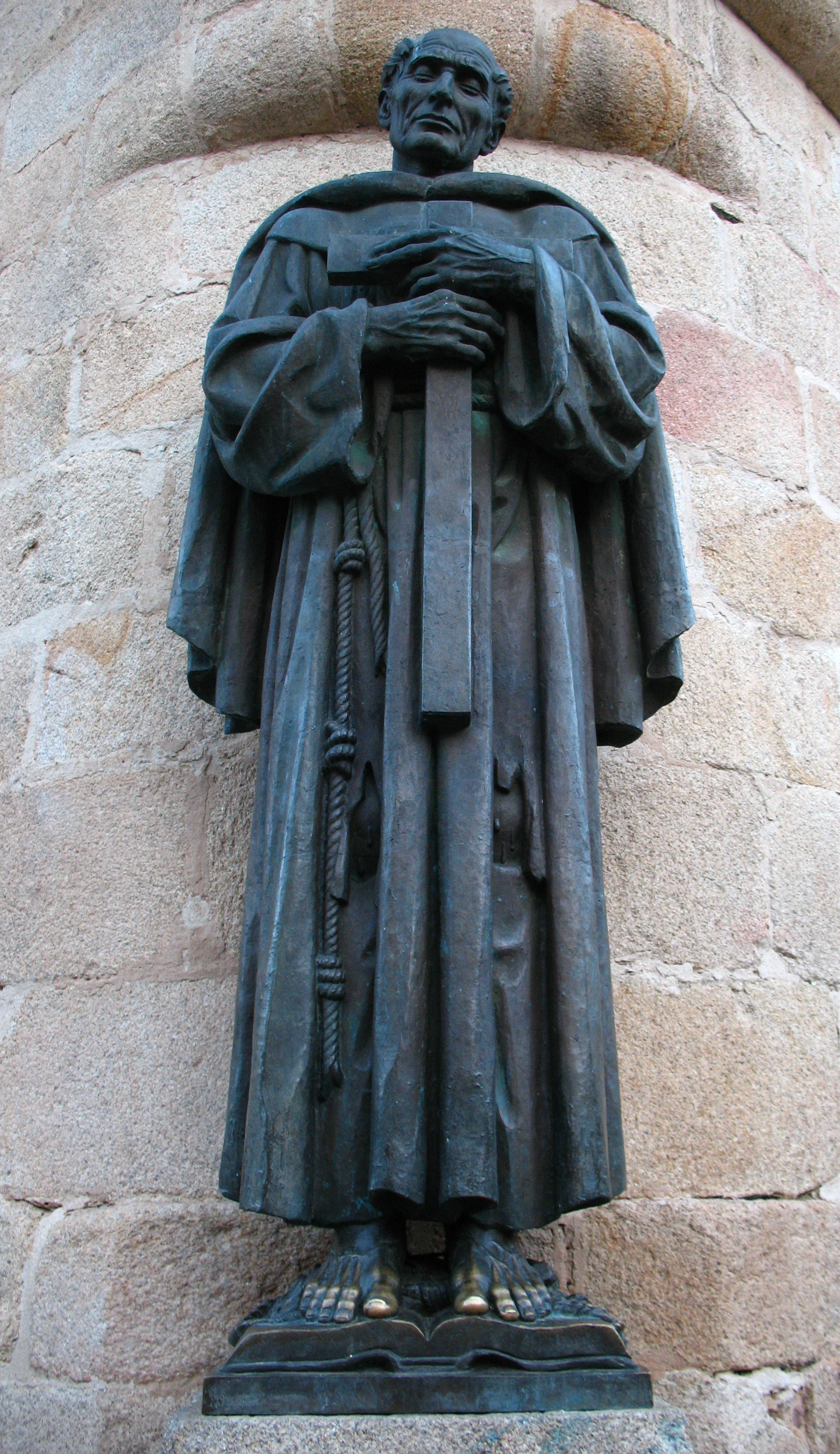
Petrus von Alcantara, Schutzpatron Brasiliens

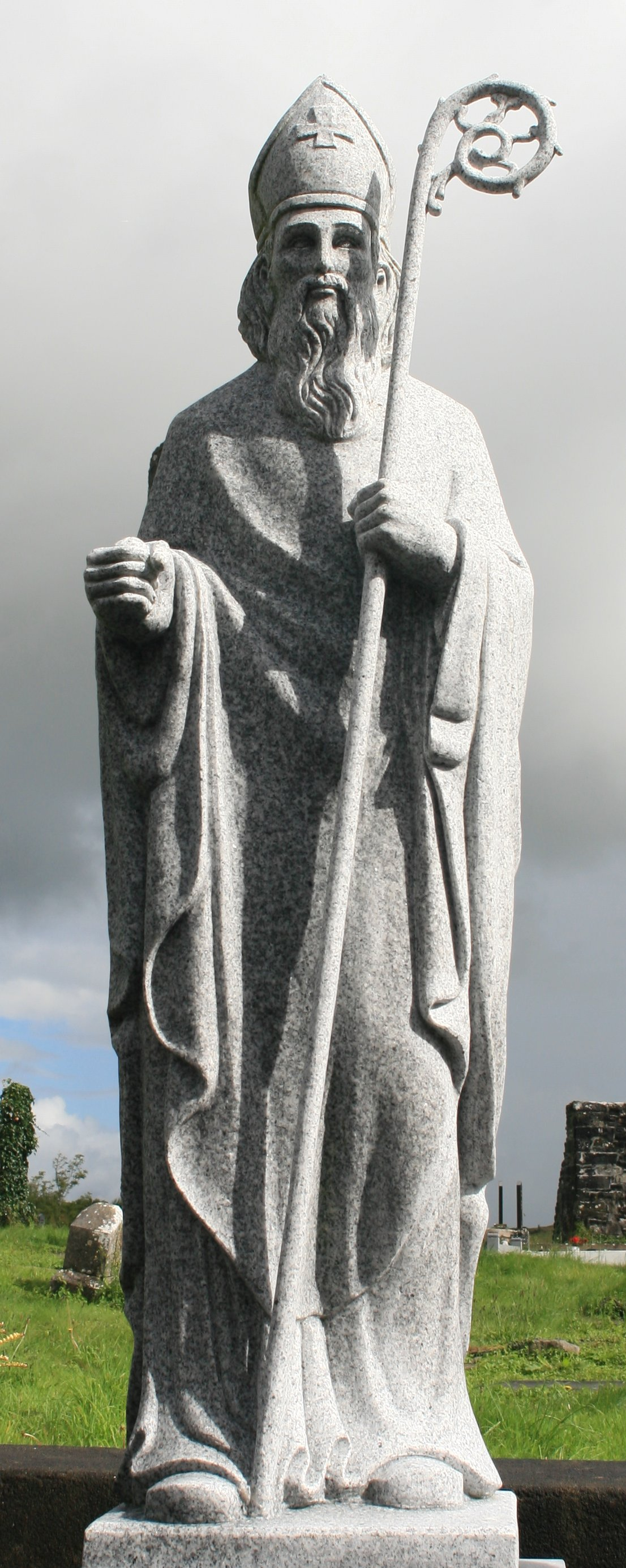
St. Patrick, Schutzpatron Irlands

- Belgien: Josef von Nazaret
- Böhmen: Wenzel,[87] Josef, Ludmilla von Böhmen, Norbert von Xanten, Vitus („Veit“), Johannes Nepomuk
- Brasilien: José de Anchieta, Nossa Senhora Aparecida, Petrus von Alcantara
- Deutschland: Michael, Ansgar, Bonifatius
- Frankreich: Jeanne d’Arc, Martin von Tours, Remigius von Reims, Dionysius von Paris[88]
- Georgien: Nino, Abo von Tiflis
- Guatemala: Peter von Betancurt, Jungfrau Maria vom Rosenkranz, Jakobus der Ältere
- Irland: Patrick
- Italien: Franz von Assisi, Katharina von Siena, San Cataldo, San Martino
- Kanada: Jean de Brébeuf
- Kroatien: Gottesmutter Maria, Nikolaus von Myra
- Kuba: Barmherzige Jungfrau von Cobre
- Libanon: Unsere Liebe Frau vom Libanon
- Litauen: Kasimir von Polen, Georg
- Mähren: Kyrill und Method, Johannes Sarkander, Rastislaus (orthodox)
- Mexiko: Unsere Liebe Frau von Guadalupe
- Norwegen: Olav
- Österreich: Leopold
- Polen: Hedwig von Anjou, Hyazinth von Polen, Johannes von Dukla, Kasimir von Polen, Kinga von Polen, Stanislaus Kostka, Stanislaus von Krakau
- Portugal: Antonius von Padua
- Philippinen: Josef von Nazaret, Rosa von Lima
- Rumänien: Stephan der Große, Michael der Tapfere
- Russland: Andreas, Nikolaus von Myra
- Schweiz: Niklaus von Flüe, Beatus
- Schweden: Erich der Heilige, Brigitta von Schweden[89]
- Serbien: Stephanus, Georg, Kyrill und Method, Sava von Serbien
- Spanien: Isidor von Sevilla, Santiago, Teresa von Ávila
- Ungarn: Gottesmutter Maria (Patrona Hungariae) und der hl. Stephan
- Vereinigte Staaten: Unbefleckte Jungfrau Maria

### Kontinente
- Afrika: Josephine Bakhita, Moses der Äthiopier
  - Nordafrika: Cyprian von Karthago
- Amerika: Unsere Liebe Frau von Guadalupe
  - Südamerika: Rosa von Lima
- Europa: Benedikt von Nursia, Birgitta von Schweden, Katharina von Siena, Kyrill und Method und Edith Stein (s. Patrone Europas)

## National- und Ortsheilige alphabetisch
- Abo von Tiflis: Tiflis
- Adalbert von Magdeburg: Tschechien
- Adalbert von Prag: Böhmen, Polen, Preußen,[32]
- Ägidius: Edinburgh/Schottland
- Afra: Augsburg
- Agatha: Catania, Palermo, Zamarramala/Spanien Neudorf (LU), Schweiz
- Agathoclia: Aragon
- Agnellus von Neapel: Neapel
- Agricola von Avignon: Avignon
- Aidán von Ferns: Ferns, Irland
- Alban von England: St Albans
- Alexander von Bergamo: Freiburg im Breisgau
- Alexander Sauli: Korsika
- Alexander von Bergamo: Bergamo
- Amalberga: Gent, Belgien
- Ambrose Sansedoni von Siena: Siena
- Ambrosius von Mailand: Mailand
- Andreas: Achaia; Amalfi, Griechenland; Patras, Russland, Schottland

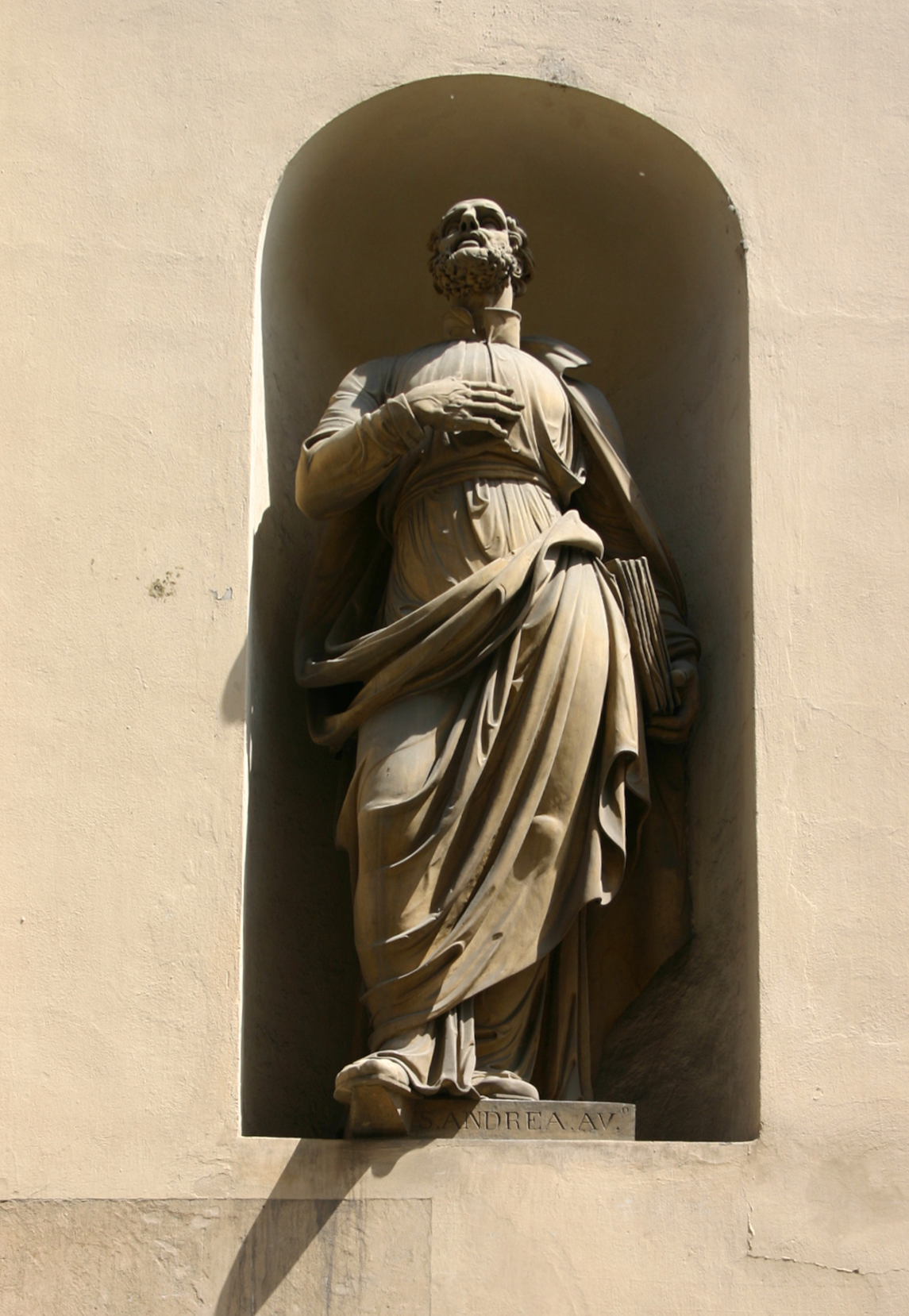
Andreas Avellino, Schutzpatron Neapels, Italiens und Siziliens

- Andreas Avellino, Schutzpatron Neapels, Italiens und Siziliens Andreas Avellino: Neapel, Italien, Sizilien
- Anna: Bretagne, Kanada, Québec, Santa Ana Indian Pueblo, Taos (New Mexico)
- Ansanus: Siena, Italien
- Ansgar (Anskar): Dänemark, Norwegen, Skandinavien, Schweden
- Antoninus von Sorrent: Sorrent, Italien
- Antonius von Padua: Brasilien, Indianer, Portugal
- Antonius von Wilna: Vilnius, Litauen
- Arnulf: Gap, Frankreich
- Arsenius von Korfu: Korfu, Griechenland
- Arthelais: Benevent, Italien
- Astricus: Ungarn
- Augustinus von Canterbury: Canterbury, England
- Augustinus von Hippo: Diözese Bridgeport (Connecticut); Kalamazoo; St. Augustine (Florida); Superior (Wisconsin); Tucson. Cagayan de Oro, Florida.
- Barbara von Nikomedien: Syrien und Nikomedia/İzmit
- Barbatus von Benevent: Benevent, Italien
- Barnabas: Antiochia, Zypern
- Bartholomäus: Armenien
- Basilius der Große: Russland
- Bavo: Gent, Belgien; Haarlem, Niederlande
- Benedikt der Mohr: Afroamerikaner, Palermo, Italien
- Benedikt von Nursia: Europa, Biel
- Bénézet: Avignon
- Benignus von Dijon: Dijon
- Berach: Kilbarry, Irland
- Bernadette von Lourdes: Lourdes, Frankreich
- Bernhardin Realino: Lecce, Italien
- Bernhard II. (Baden): Baden, Baden-Baden, Moncalieri
- Bernhard von Clairvaux, Schutzpatron Gibraltars, Bleiglasfenster, Oberrhein, um 1450, Musée national du Moyen Âge, Paris Bernhard von Clairvaux: Gibraltar

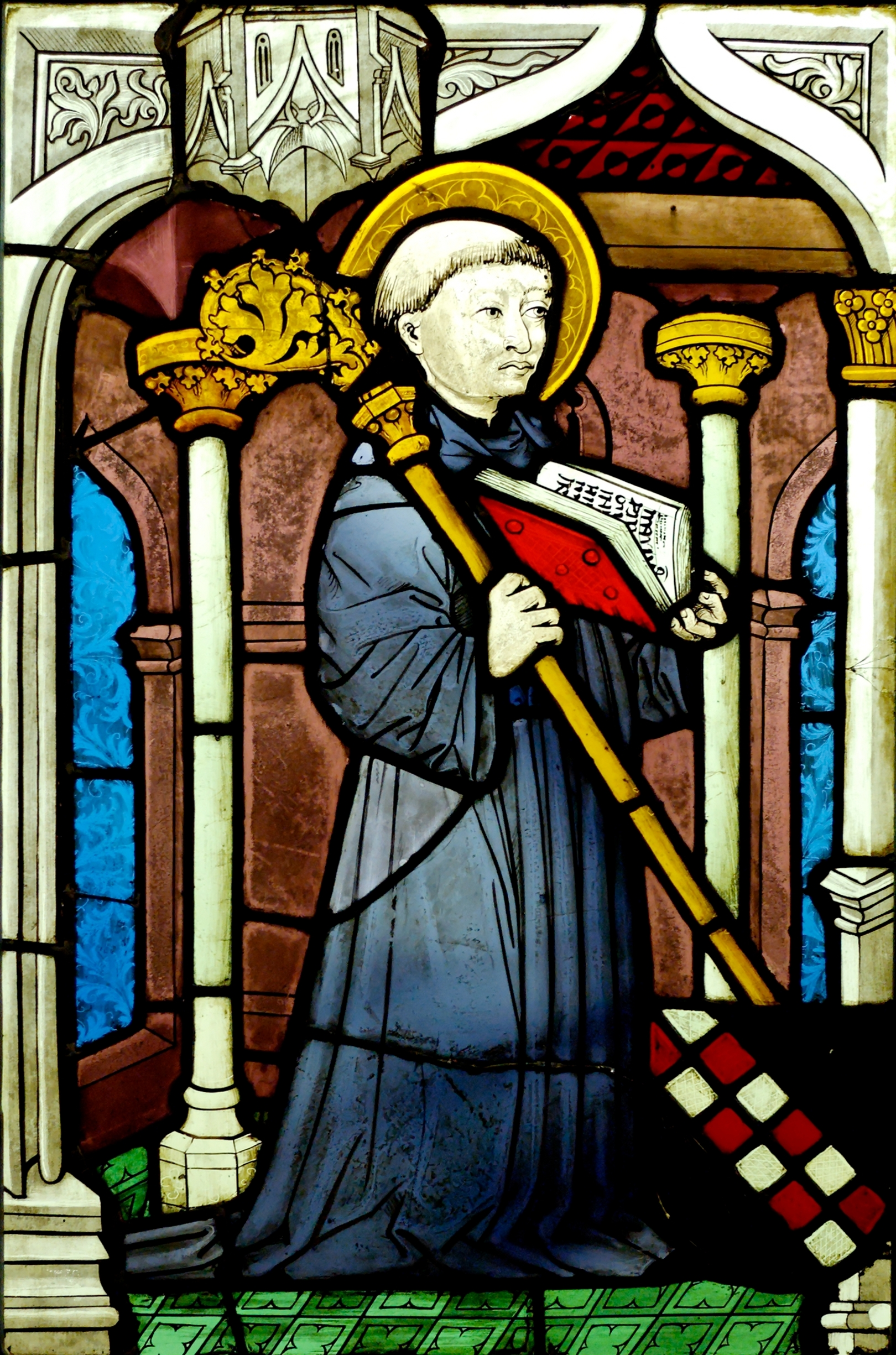
Bernhard von Clairvaux, Schutzpatron Gibraltars, Bleiglasfenster, Oberrhein, um 1450, Musée national du Moyen Âge, Paris

- Bernard von Valdeiglesias: Candeleda
- Bernhardin von Siena: Italien
- Blasius von Sebaste: Dalmatien, Dubrovnik
- Bonifatius: Deutschland
- Boris: Bulgarien, Europa (durch Papst Johannes Paul II.)
- Botulph: Boston
- Braulio: Aragonien, Spanien
- Brigitta von Irland: Irland
- Birgitta von Schweden: Schweden
- Brothen: Llanbrothen, Wales
- Bruno von Köln: Ruthenia
- Bruno von Querfurt: Preußen
- Canutus: Dänemark
- Cataldo: Tarent
- Cecilia: Albi, Frankreich
- Christophorus: Rab, Kroatien
- Clara: Obando, Philippinen
- Clemens von Ochrid: Bulgarien; Nordmazedonien
- Colman von Cloyne: Cloyne, Irland

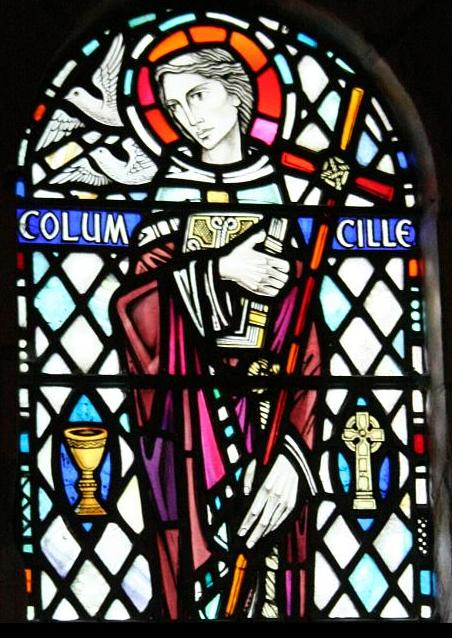
Columban von Iona, Schutzpatron Schottlands, Bleiglasfenster, Oban

- Columban von Iona, Schutzpatron Schottlands, Bleiglasfenster, Oban Columban von Iona: Irland, Schottland
- Constabilis: Castelabbate, Italien
- Cuthbert von Lindisfarne: Durham,
- Cyprian von Karthago: Algerien, Nordafrika
- Daniel von Padua: Treviso, Padua
- David von Wales: Wales
- Devota: Korsika, Monaco
- Dionysius Areopagita: Athen, Griechenland
- Dionysios von Zakynthos: Zakynthos, Griechenland
- Dionysius (Denis): Frankreich, Paris
- Dominikus: Dominikanische Republik
- Donat: Llandunwyd, Glamorgan
- Donatus: Ripacandida
- Drogo: Baume-les-Messieurs, Fleury-sur-Loire
- Edmund Rich von Abingdon: Abingdon
- El Niño: Cebu, Philippinen
- Elias Nieves: Mexiko
- Erik von Schweden: Schweden
- Eulalia, Schutzpatronin Barcelonas Eulalia: Barcelona

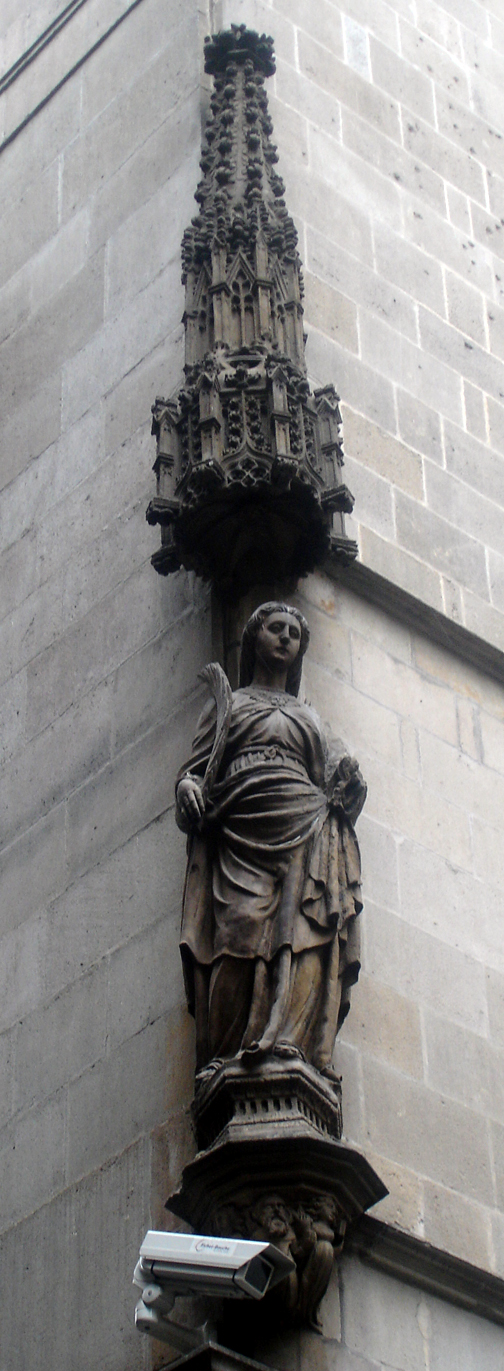
Eulalia, Schutzpatronin Barcelonas

- Euphemia von Chalkedon: Rovinj (Kroatien)
- Eusebius: Piemont, Grenchen
- Eustachius von Wilna: Vilnius
- Exuperantius: Zürich
- Fachanan: Ross (Irland)
- Felix und Regula: Zürich
- Ferdinand III. von Kastilien: Sevilla
- Finbarr: Cork, Irland
- Florian von Lorch: Oberösterreich, Polen; Linz, Österreich
- Franz von Borja: Portugal
- Francisco Sánchez Solano Jiménez: Argentinien, Bolivien, Chile, Paraguay, Peru[90]
- Franz Xaver: Australien, Borneo, China, Goa, Japan, Neuseeland
- Franz von Assisi: Assisi, Colorado, Italien; Santa Fe
- Franz von Sales: Piemont, Bistum Lausanne, Genf und Freiburg, Annecy, Chambéry, Genf
- Frumentius: Äthiopien
- Gabriel: Portugal
- Gallus: Schweden, Schweiz, Bistum St. Gallen, Kriens, St. Gallen
- Gatianus: Tours
- Gerhard von Csanád: Ungarn
- Genoveva (Geneviève): Paris
- Georg: Aragonien, Katalonien, England,[91] Ferrara, Freiburg im Breisgau, Russland, Moskau, Kappadokien/Türkei,[92] Kanada, Georgien, Genua, Deutschland
- Gerald von Aurillac: Auvergne
- Gertrud die Große: Westindien
- Gratus von Aosta: Aosta, Italien

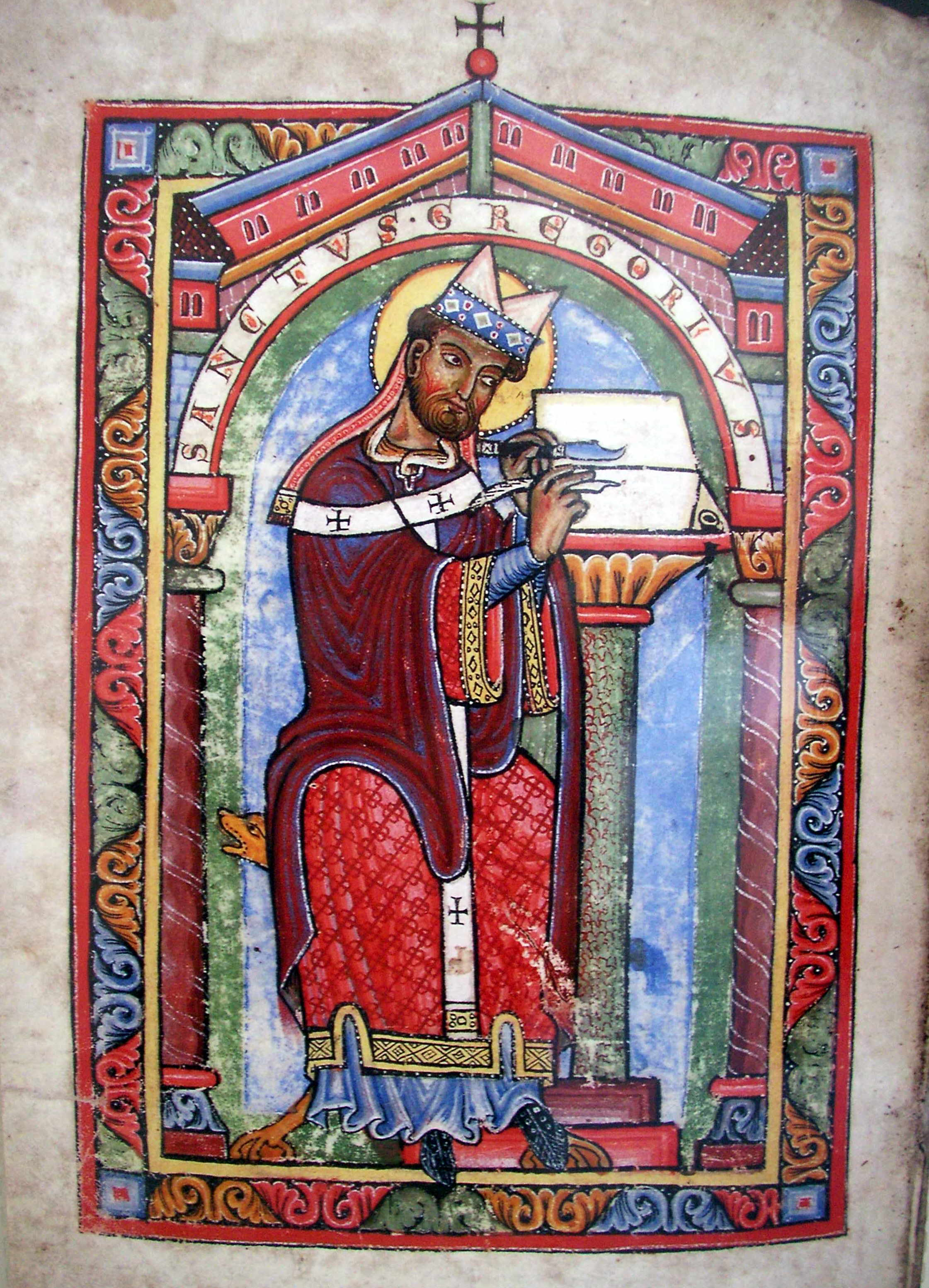
Gregor der Große, Schutzpatron Englands, Millstätter Handschrift

- Gregor der Große, Schutzpatron Englands, Millstätter Handschrift Gregor der Große: England, Westindien
- Gregor der Erleuchter: Kappadokien/Türkei Armenien
- Gudula: Brüssel, Belgien
- Hallvard: Oslo, Norwegen
- Hedwig von Andechs: Schlesien und Andechs in Bayern
- Hedwig von Anjou (Jadwiga): Polen
- Heinrich II.: Bamberg
- Helena: Colchester, England
- Helier: Jersey
- Heinrich von Uppsala: Finnland
- Hyazinth von Polen: Polen
- Ignatius von Antiochia: Kirche Nordafrikas
- Isaac Jogues und Begleiter: Vereinigte Staaten, Kanada
- Isidor von Madrid: Madrid

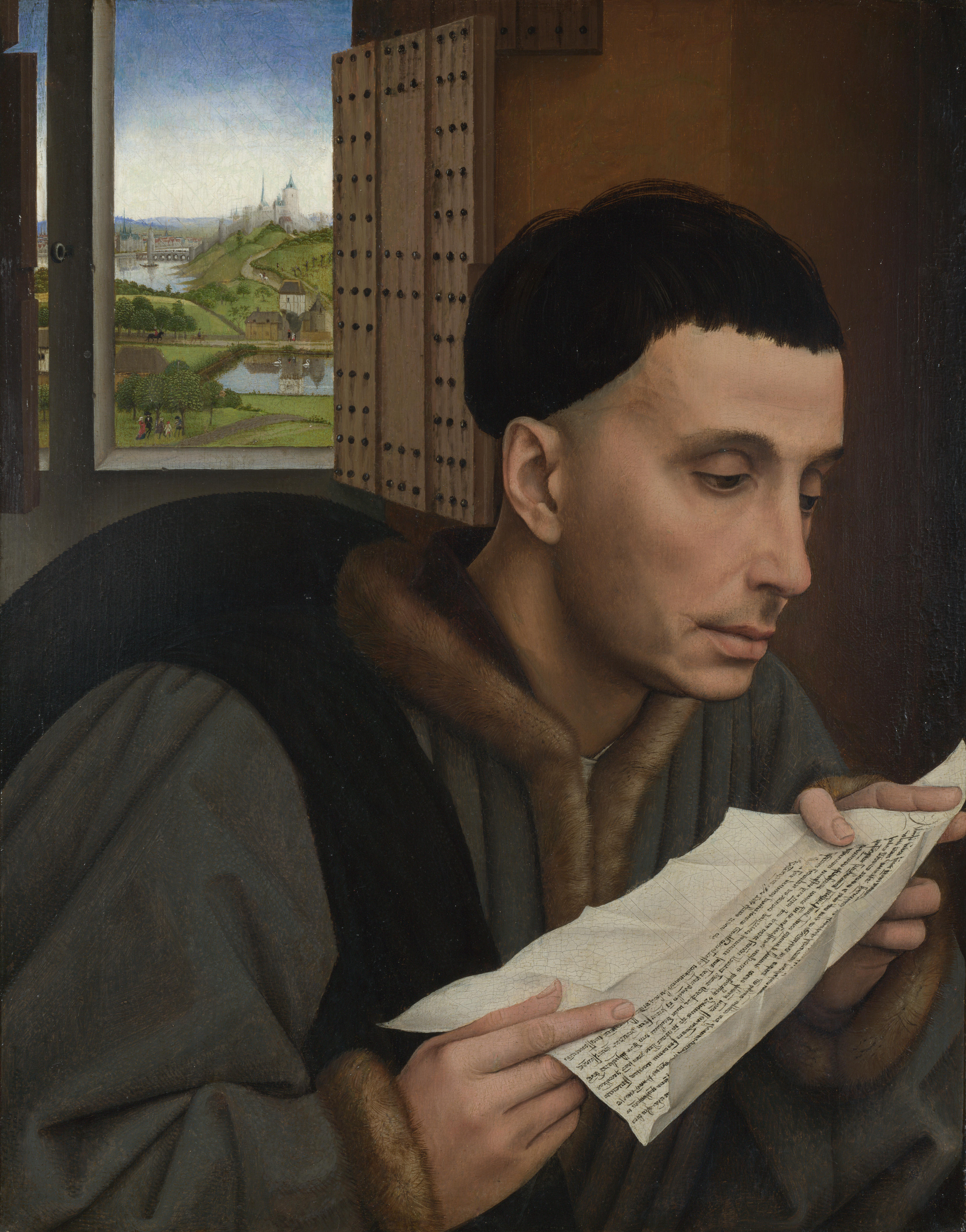
Ivo de Kermartin, Schutzpatron Britanniens, der Bretagne und der Juristen in Frankreich

- Ivo de Kermartin, Schutzpatron Britanniens, der Bretagne und der Juristen in Frankreich Ivo von Kermartin (auch Yves): Britannien, Bretagne
- Jakobus der Ältere:[93] Chile, Guatemala, Nicaragua, Spanien
- Jakobus der Jüngere, Schutzpatron Uruguays, Gemälde von El Greco, 1595 Jakobus der Jüngere: Uruguay
- Januarius: Neapel, Italien
- Jeanne d’Arc: Frankreich
- Jean de Brébeuf: Kanada

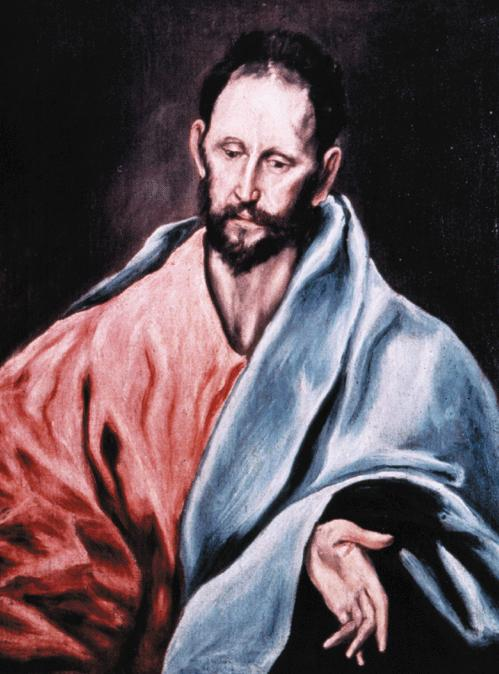
Jakobus der Jüngere, Schutzpatron Uruguays, Gemälde von El Greco, 1595

- Johannes Chrysostomus: Istanbul, Türkei
- Johannes de Britto: Portugal
- Johannes der Apostel: Kleinasien; Taos (New Mexico)
- Johannes der Täufer: Florenz, Kanada, Genua, Québec, Turin, Neufundland, Perth, Schottland
- Johannes IV. von Neapel: Neapel, Italien
- Johannes Nepomuk: Böhmen, Tschechien
- Johannes von Avila: Andalusien, Spanien
- Johannes von Dukla: Litauen
- Johannes von Krakau: Litauen, Polen
- Johannes von Wilna: Vilnius
- Josaphat Kunzewitsch: Ukraine
- Josef von Nazaret: Vereinigte Staaten, Österreich, Belgien, Böhmen, Kanada, China, Kroatien, Korea, Mexiko, Peru, Universal Church, Vietnam
- José de Anchieta: Brasilien, Kanarische Inseln
- Josephine Bakhita: Sudan
- Judas Cyriacus: Ancona, Italien
- Julia von Korsika: Korsika
- Julianus von Sora: Atina, Sora
- Justa: Sevilla
- Justus: Alcalá de Henares, Madrid
- Kanadische Märtyrer: Kanada
- Karl Borromäus: Schweiz («Protector Helvetiae»), Lombardei, Bistum Lugano, Basel, Lugano
- Kasimir von Polen: Litauen, Polen
- Katharina von Alexandrien: Kanton Wallis, Freiburg (Schweiz), Sitten
- Katharina von Siena: Italien; Siena
- Kessog: Lennox, Schottland
- Kevin: Irland
- Kevin von Glendalough: Dublin
- Killian: Franken
- Klara von Assisi: Santa Clara Indian Pueblo
- Klemens Maria Hofbauer: Wien
- Knud: Dänemark
- Koloman von Stockerau: Niederösterreich
- Kunigunde: Litauen, Luxemburg, Polen, Bamberg
- Kyrill von Alexandrien: Alexandria, Ägypten
- Kyrill von Saloniki: Böhmen, Bulgarien, Tschechien, Europa, Mähren, Serbien
- Lambert von Lüttich: Freiburg im Breisgau
- Laura Vicuna: Argentinien

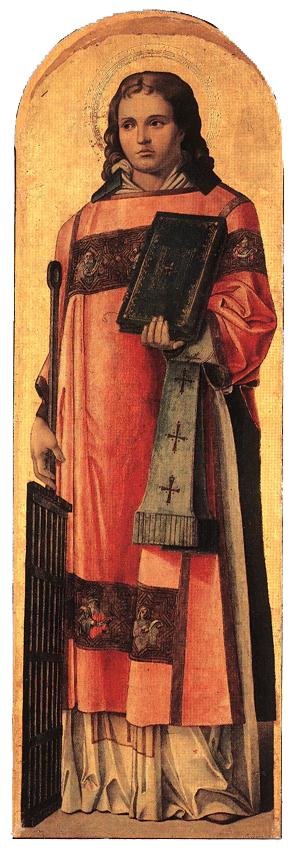
Laurentius, Schutzpatron von Rom, Sri Lanka, Wuppertal und Bülau, Gemälde von Bartolomeo Vivarini, um 1460/70

- Laurentius, Schutzpatron von Rom, Sri Lanka, Wuppertal und Bülau, Gemälde von Bartolomeo Vivarini, um 1460/70 Laurentius: Rom, Sri Lanka, Wuppertal, Bülach, Vittoriosa, Rotterdam
- Leodegar von Autun: Kanton und Stadt Luzern
- Leopold der Gute: Österreich
- Lidwina von Schiedam: Schiedam
- Louis Bertran: Kolumbien
- Lucia von Syrakus: Syrakus
- Ludmilla: Böhmen, Tschechien
- Ludwig der Heilige: Frankreich
- Makarios von Antiochia: Gent
- Maquimus von Aquila: L’Aquila
- Marcellus (Marcel): Paris
- Margarete von Schottland: Schottland
- Marinus: San Marino
- Markus der Evangelist: Venedig, Ägypten
- Maro: Volperino
- Martin de Porres: Peru, Afroamerikaner

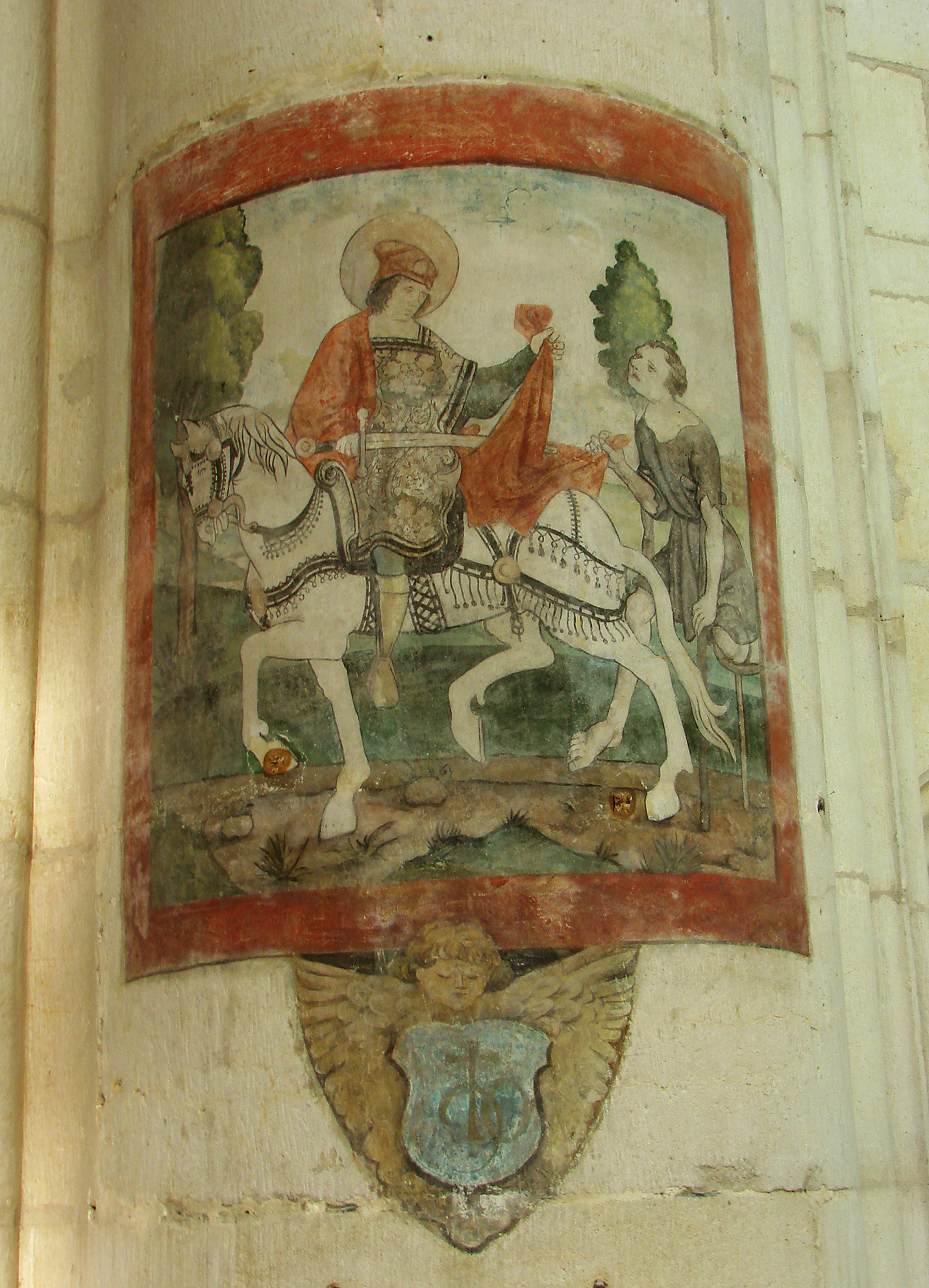
Martin von Tours, Schutzpatron Frankreichs, Fresko auf einem Pfeiler der St. Nicholas Basilika, Meurthe-et-Moselle, Lothringen, 16. Jahrhundert

- Martin von Tours, Schutzpatron Frankreichs, Fresko auf einem Pfeiler der St. Nicholas Basilika, Meurthe-et-Moselle, Lothringen, 16. Jahrhundert Martin von Tours: Frankreich, Utrecht, Groningen
- Martina: Rom
- Maruthas von Tagrith: Iran, Persien
- Mary Anne de Peredes: Vereinigte Staaten
- Maria Salome: Veroli
- Maughold: Isle of Man
- Mauritius: Österreich, Kanton Wallis, Kanton Appenzell Innerrhoden, Territorialabtei Maria Einsiedeln, Territorialabtei Saint-Maurice
- Maximin von Trier: Trier
- Maximus von Turin: Turin
- Meinrad: Bezirk Einsiedeln
- Meritxell: Andorra
- Method von Saloniki: Böhmen, Bulgarien, Tschechien, Europa, Mähren, Jugoslawien
- Michael: Deutschland; Caltanissetta; Cornwall; Brüssel; Kiew; Papua-Neuguinea; Michelsamt, Schweiz
- Mochelloc: Kilmallock, County Limerick, Irland
- Modestus: Cartagena
- Moses der Schwarze: Afrika
- Mungo, Kentigern: Glasgow, Schottland
- Munchin: Limerick
- Mura: Fahan, Irland
- Niketas von Byzanz: Romania
- Nikolaj Velimirović: Serbien
- Niklaus von Flüe: Schweiz
- Nikolaus von Myra: Aberdeen, Griechenland, Demre/Türkei, Lothringen, Portsmouth, Russland, Apulien, Sizilien, Bari, Amsterdam, Freiburg (Schweiz), Siegen
- Nino, Schutzpatronin Georgiens Nino: Georgien
- Norbert: Böhmen
- Notre Dame du Liban: Libanon
- Octavius: Turin
- Odilia: Elsass
- Olav: Norwegen
- Otto von Bamberg: Bamberg
- Palladius: Schottland
- Panagia Kastriani: Skiathos; Tzia

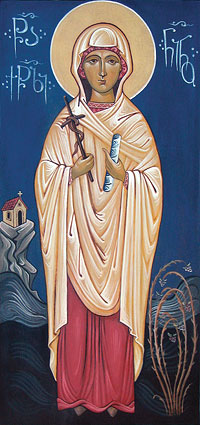
Nino, Schutzpatronin Georgiens

- Paschalis Baylon: Obando, Philippinen
- Peter von Betancurt: Guatemala, Kanarische Inseln
- Patricia von Neapel: Neapel
- Paul der Apostel: Tarsus/Türkei, London, Malta, Posen, Rom, São Paulo
- Peter Chanel: Ozeanien
- Peter Claver: Kolumbien, Afroamerikaner
- Peter der Apostel: Posen, Genf, Rom
- St. Petroc: Piran
- Petrus Canisius: Deutschland (kath.), Bistum Bozen-Brixen, Bistum Innsbruck, Innsbruck
- Petrus der Täufer: Japan
- Petrus von Alcantara: Brasilien, Estremadura
- Pharaildis: Gent
- Philipp der Apostel: Luxemburg, Uruguay
- Philipp Neri: Rom
- Plechelm: Niederlande
- Prokop, Schutzpatron Tschechiens, Statue, Hodkovice nad Mohelkou Prokop: Tschechien

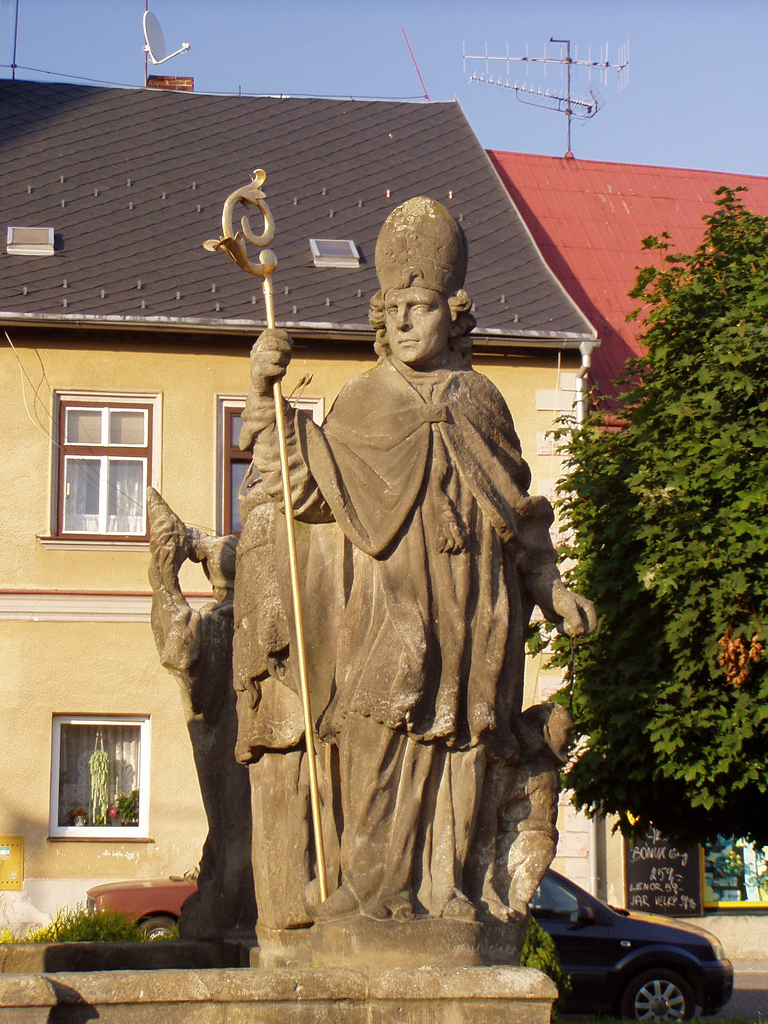
Prokop, Schutzpatron Tschechiens, Statue, Hodkovice nad Mohelkou

- Quirinus von Siscia: Sisak, Kroatien
- Raynald von Nocera: Nocera Umbra
- Remigius: Frankreich
- Riginos: Insel Skopelos
- Rosalia: Sizilien, Palermo
- Rosa von Lima: Amerika, Mittelamerika, Indien, Lateinamerika, Peru, Philippinen, Südamerika, Westindien
- Rupert von Salzburg: Land Salzburg

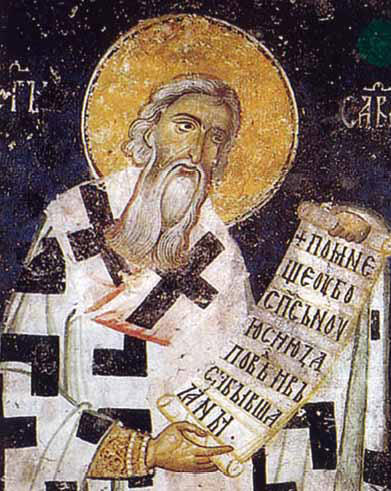
Sava, Schutzpatron Serbiens, 13. Jahrhundert

- Sabinus: Bari
- Saturninus von Toulouse: Toulouse
- Sava, Schutzpatron Serbiens, 13. Jahrhundert Sava: Serbien
- Sebald: Bayern
- Sebaldus von Nürnberg: Nürnberg
- Sebastian: Rio de Janeiro
- Servatius von Tongern: Maastricht
- Severin von Noricum: Österreich
- Siegfried: Schweden[94]
- Sigibert: Lothringen[95]
- Sigismund von Burgund: Tschechien
- Silverius: Ponza (Latium)
- Solutor: Turin
- Spyridon: Korfu;[96] Griechenland; Litauen; Malta; Palästina; Portugal; Istanbul, Moskau
- Pastor: Alcalá de Henares; Madrid
- Patrick: Irland, Nigeria
- Piran: Cornwall
- Publius: Malta
- Stanislaus von Krakau: Polen,
- Stephan der Heilige: Ungarn
- Stephen: Nijmegen
- Switbert: Deutschland
- Syrus von Genua: Genua
- Syrus von Pavia: Pavia
- Teresa Benedicta vom Kreuz: Europa
- Teresa von Ávila, Schutzpatronin Spaniens, farbliche gefasste Holzstatue von Gregorio Fernández Teresa von Ávila: Spanien
- Theneva: Glasgow

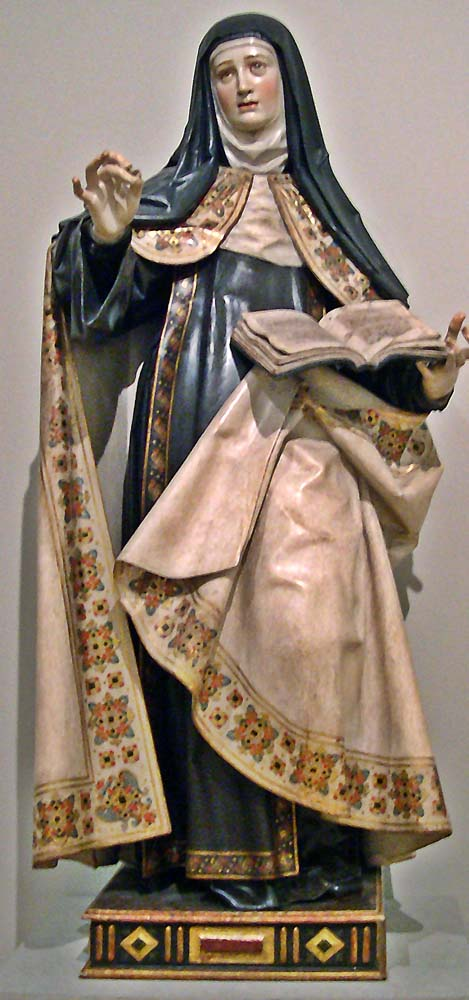
Teresa von Ávila, Schutzpatronin Spaniens, farbliche gefasste Holzstatue von Gregorio Fernández

- Theodor von Sitten (Theodul): Kanton Wallis, Bistum Sitten
- Theodore von Pavia: Pavia
- Theoderich von Reims: Reims
- Therese von Lisieux: Frankreich, Russland
- Thomas Beckett: Canterbury; Portsmouth, England
- Thomas: Indien, Pakistan, Sri Lanka
- Thorlac Thorhallsson: Island
- Titus: Kreta
- Turibius von Mogrovejo: Peru
- Ulrich von Augsburg: Augsburg
- Urban von Langres: Dijon
- Ursus von Solothurn: Bistum Basel, Solothurn
- Verena: Bistum Basel
- Victor von Solothurn: Bistum Basel, Solothurn
- Vinzenz von Paul: Madagaskar
- Vincenz von Saragossa: Portugal
- Virgilius von Salzburg: Land Salzburg
- Vitus: Tschechien, Rijeka, Kroatien, Mönchengladbach
- Walburga: Antwerpen; Oudenarde; Zutphen
- Waltraud von Mons: Provinz Hennegau; Mons
- Wenzel: Böhmen, Tschechien, Mähren
- Werburgh: Chester, England
- Willibrord: Luxemburg, Niederlande
- Willehad: Sachsen
- Wladimir I. von Kiew: Russland
- Wulfram von Sens: Abbeville, Frankreich
- Zenobius: Florenz

## Berufe und Tätigkeiten

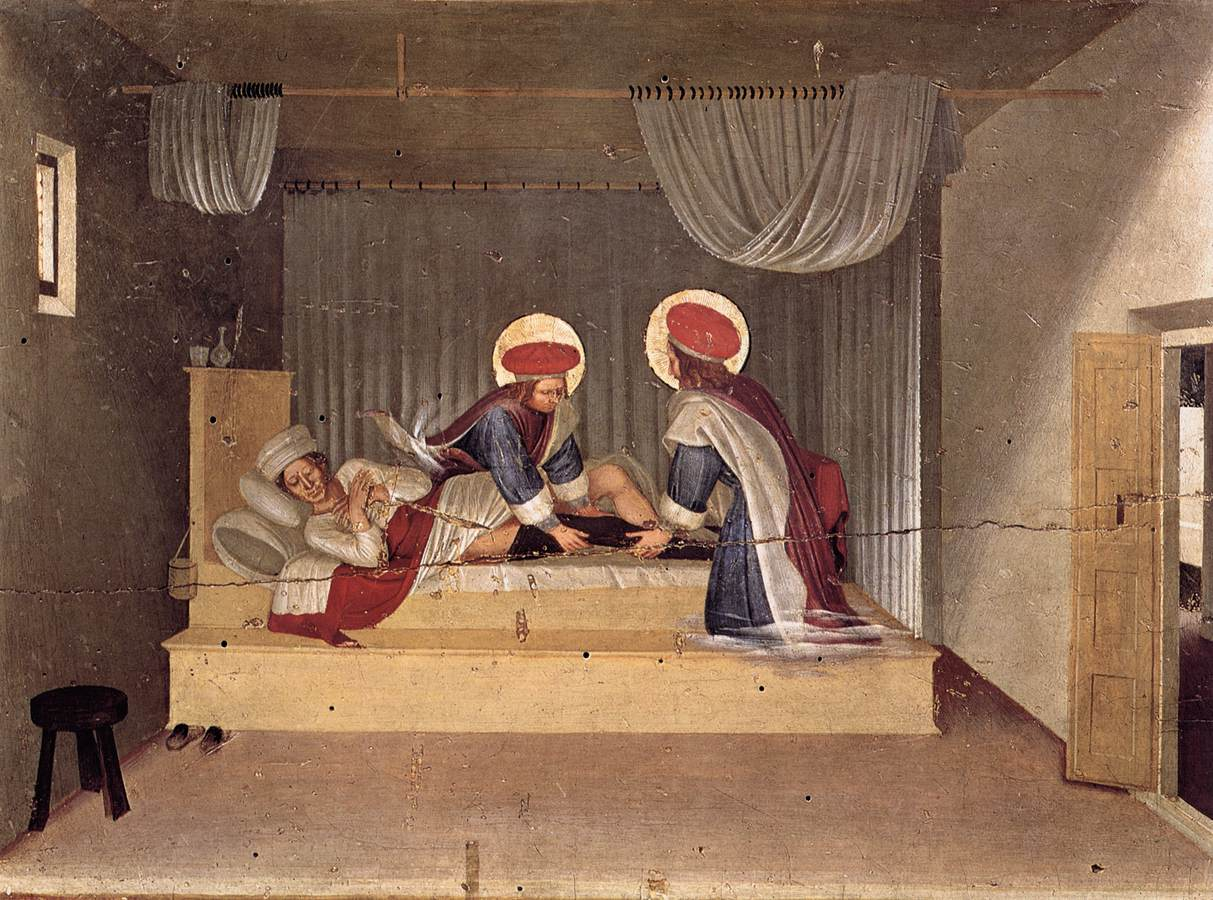
Das Beinwunder bei der Heilung des Justinian durch Cosmas und Damian, die Schutzpatrone der Ärzte und Apotheker, Gemälde Fra Angelicos

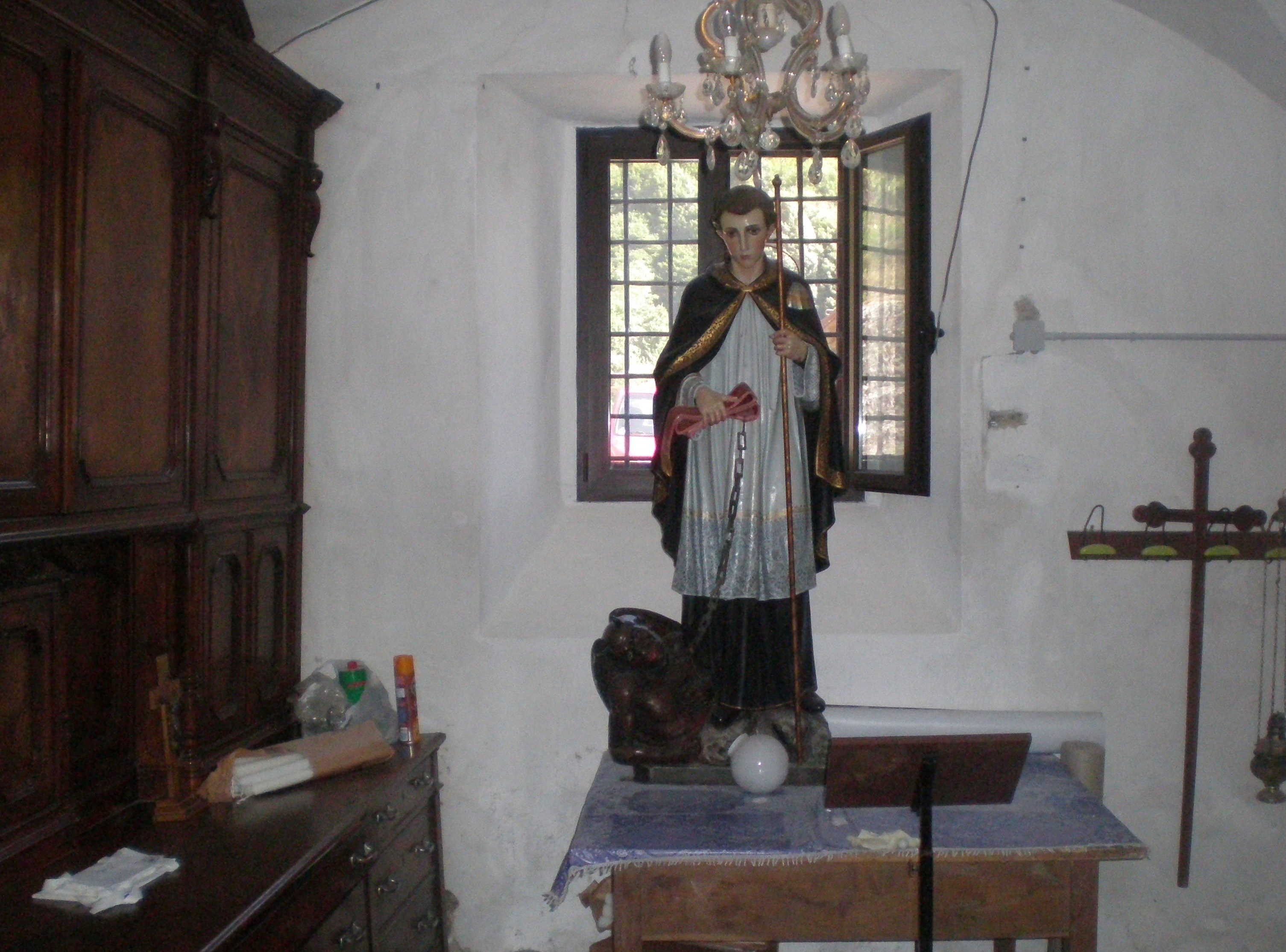
Bernhard von Menthon, Schutzpatron der Bergsteiger, Statue, Santo Stefano d’Aveto, Ascona

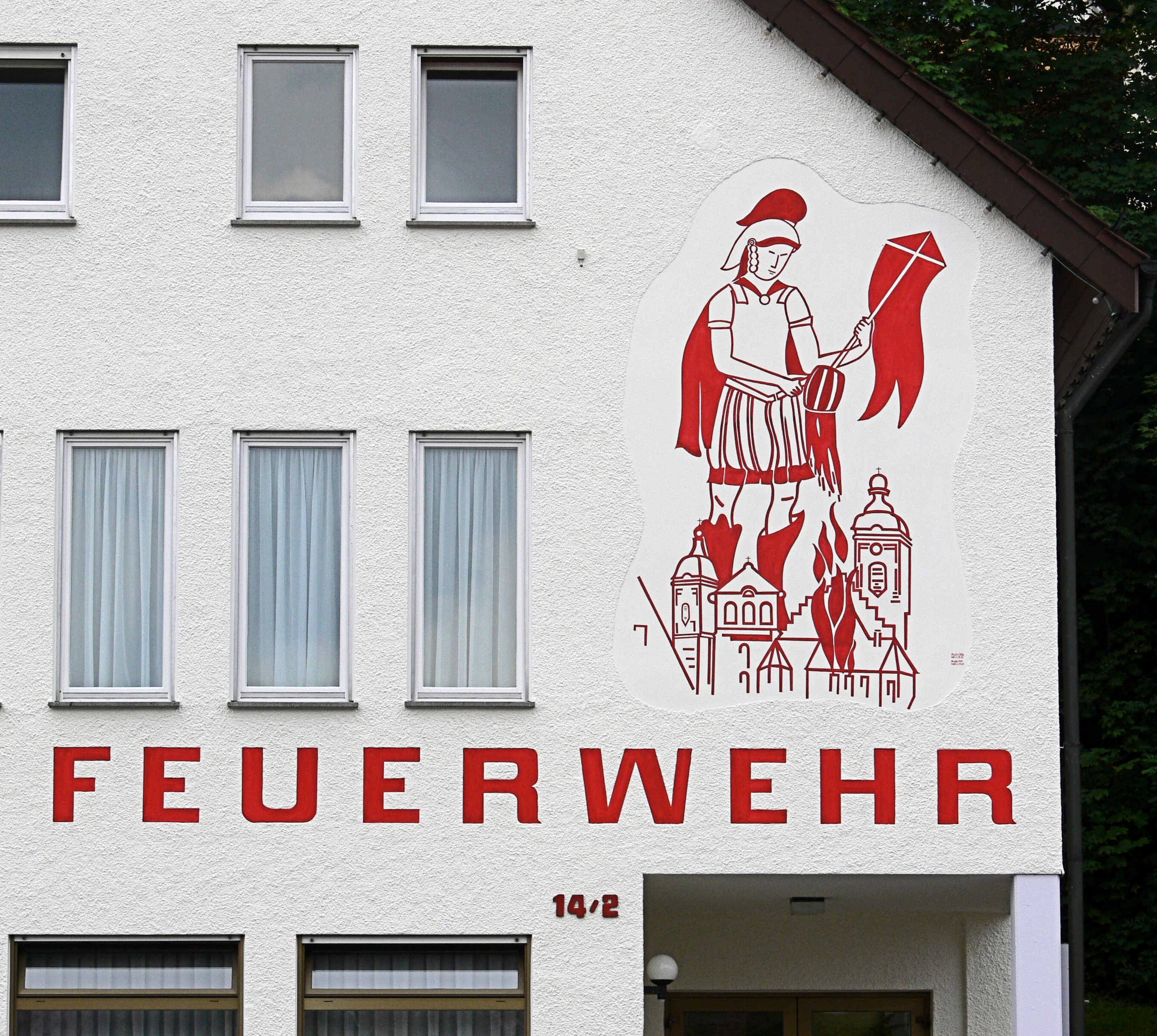
Florian von Lorch, Schutzpatron der Feuerwehr, stilisierte Darstellung auf der Fassade der Feuerwehr Weingarten

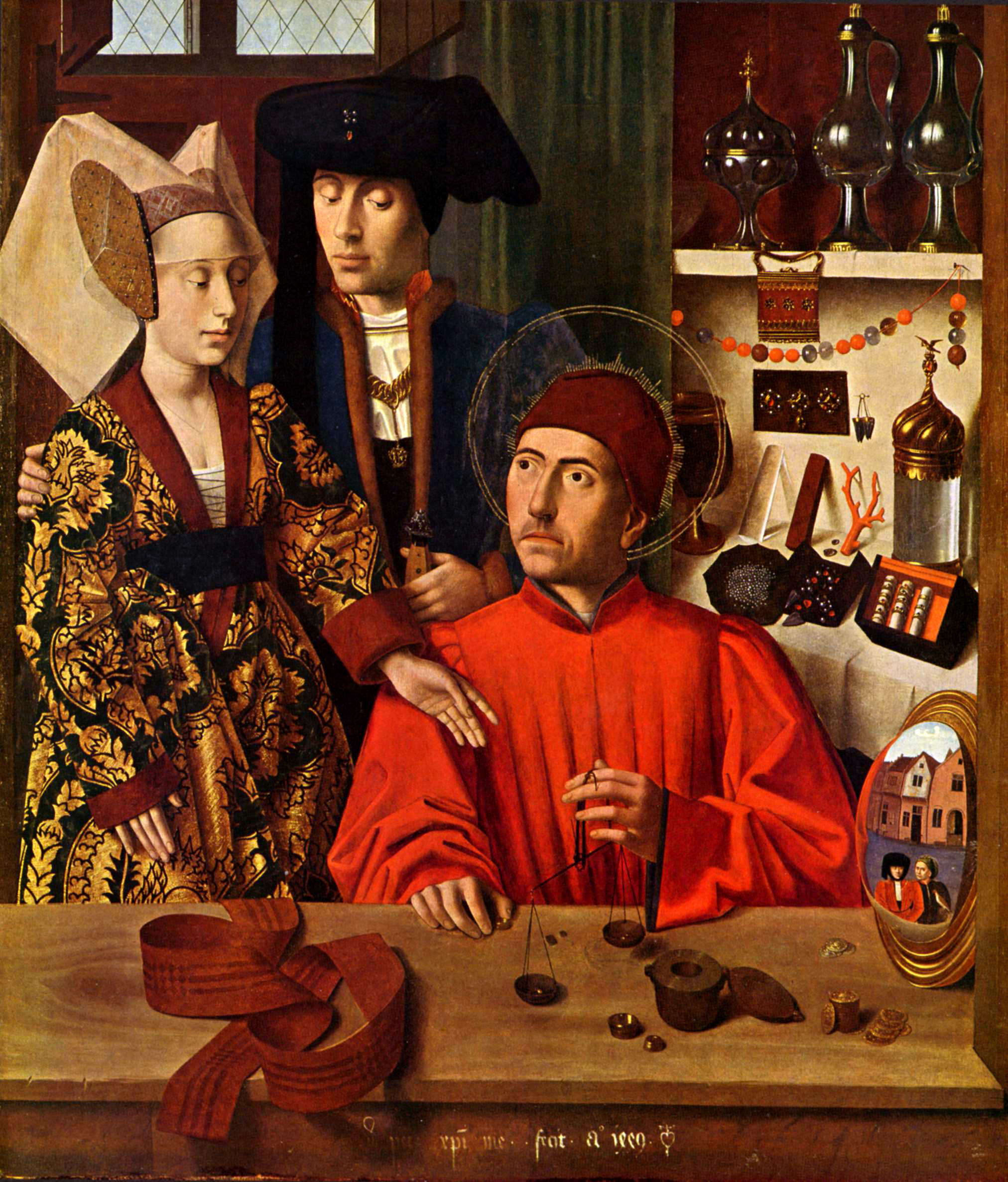
Petrus Christus: Eligius, der Schutzpatron der Goldschmiede, in seiner Goldschmiedewerkstatt, 1449

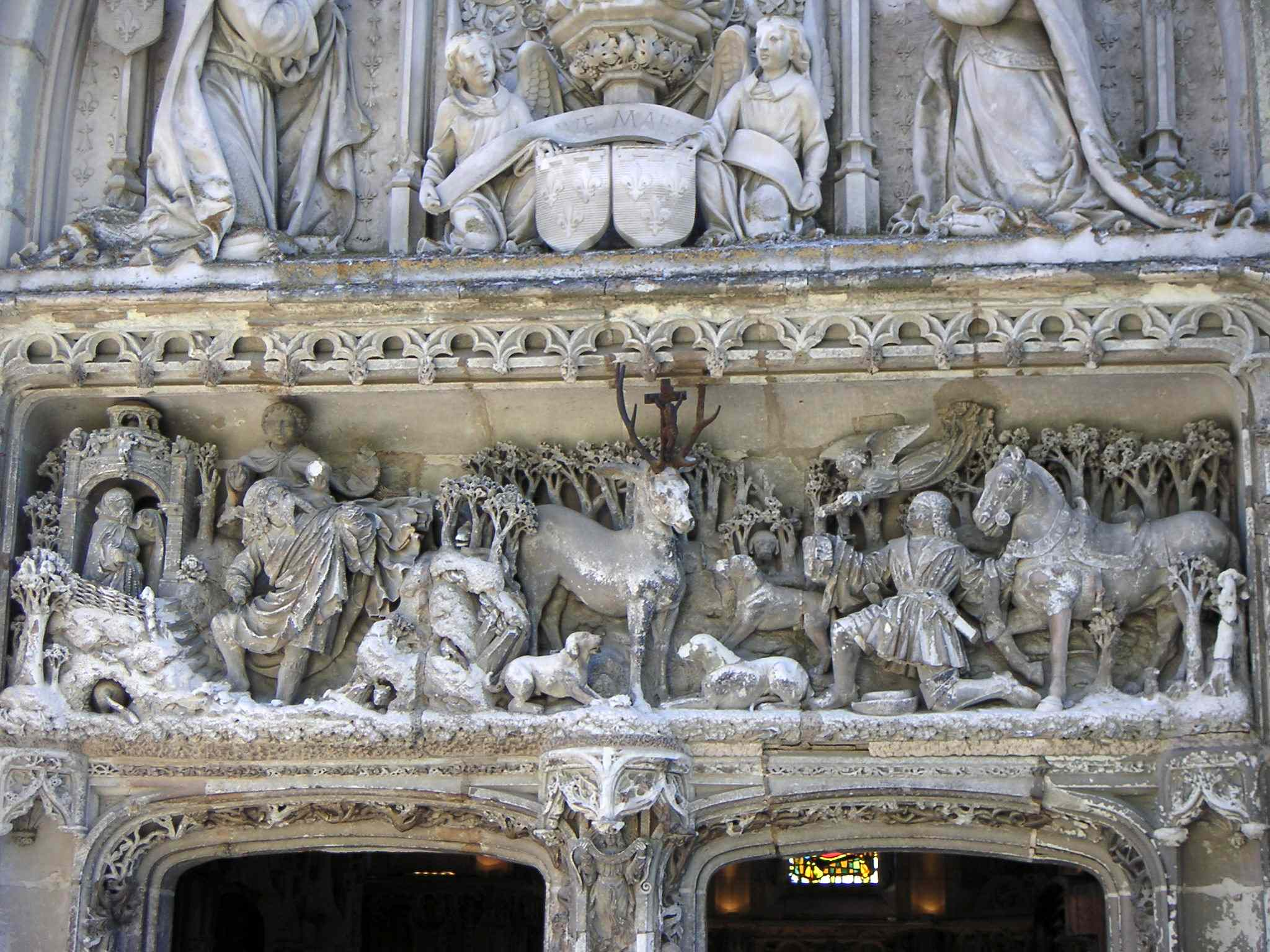
Hubertus von Lüttich, Schutzpatron der Förster und Jäger, Linoteau der Kapelle des Château d’Amboise

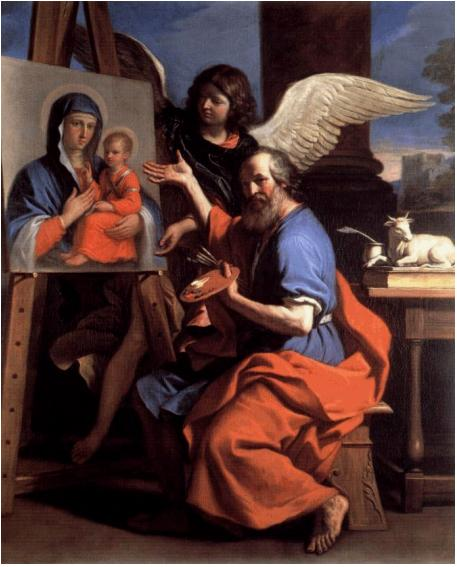
Guercino: der Evangelist Lukas, Schutzpatron der Maler, präsentiert sein Gemälde der Muttergottes mit dem Jesuskind

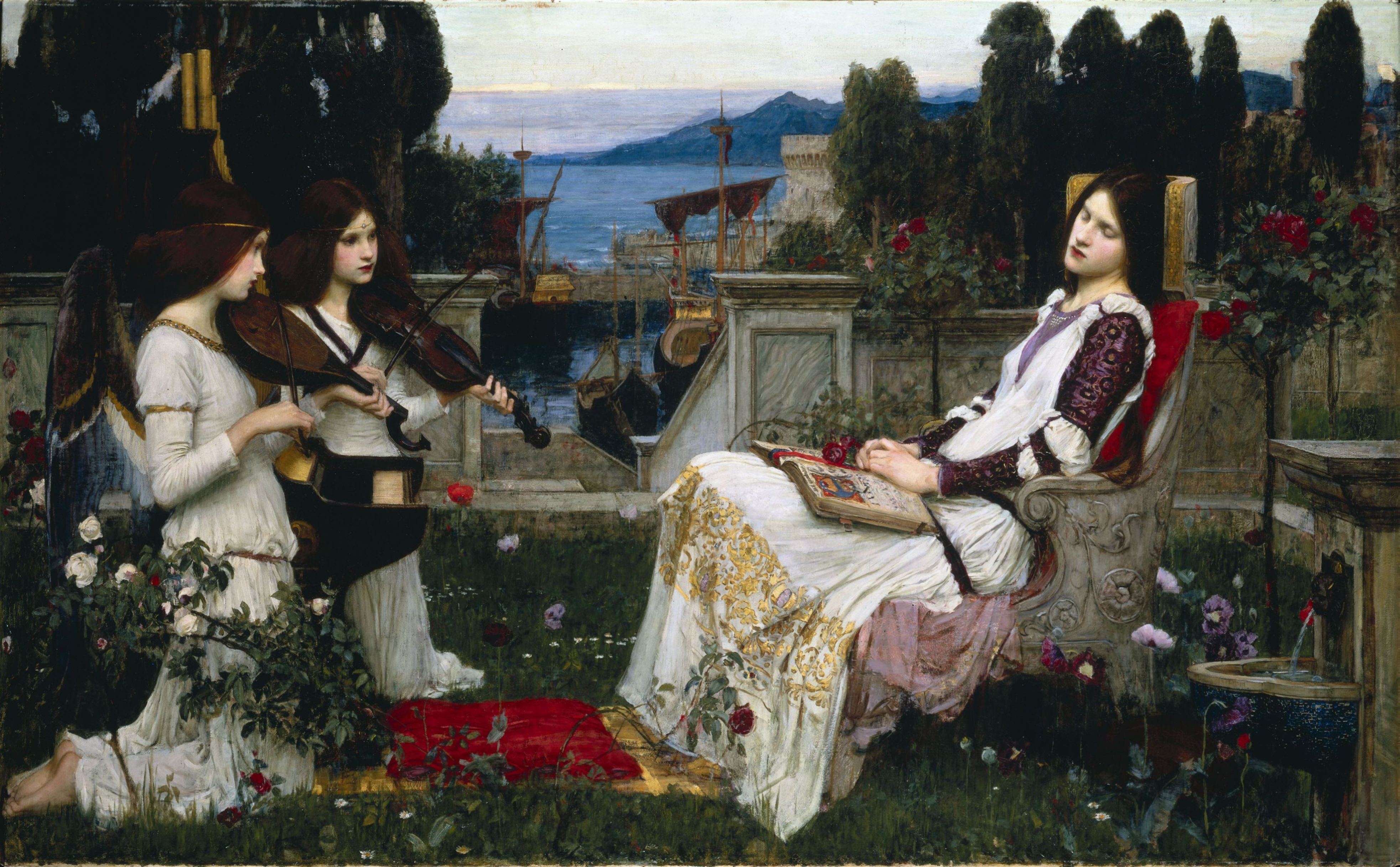
John William Waterhouse: Cäcilia von Rom, Schutzpatronin der Musik, 1895

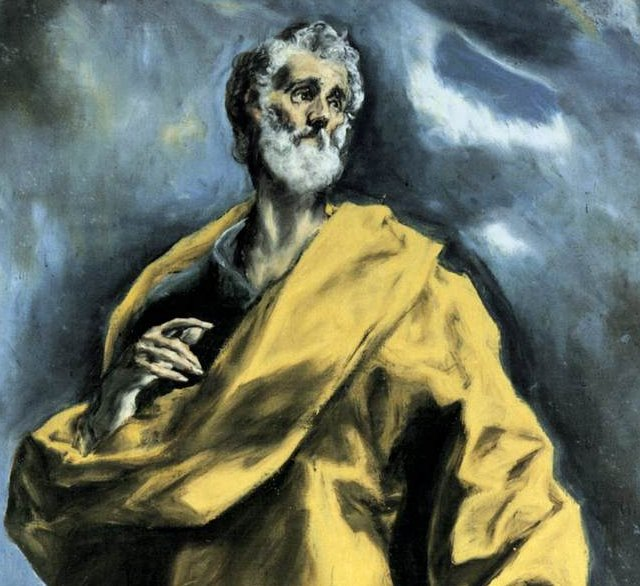
El Greco: der Apostel Simon Petrus, Schutzpatron der Fischer und Schiffer

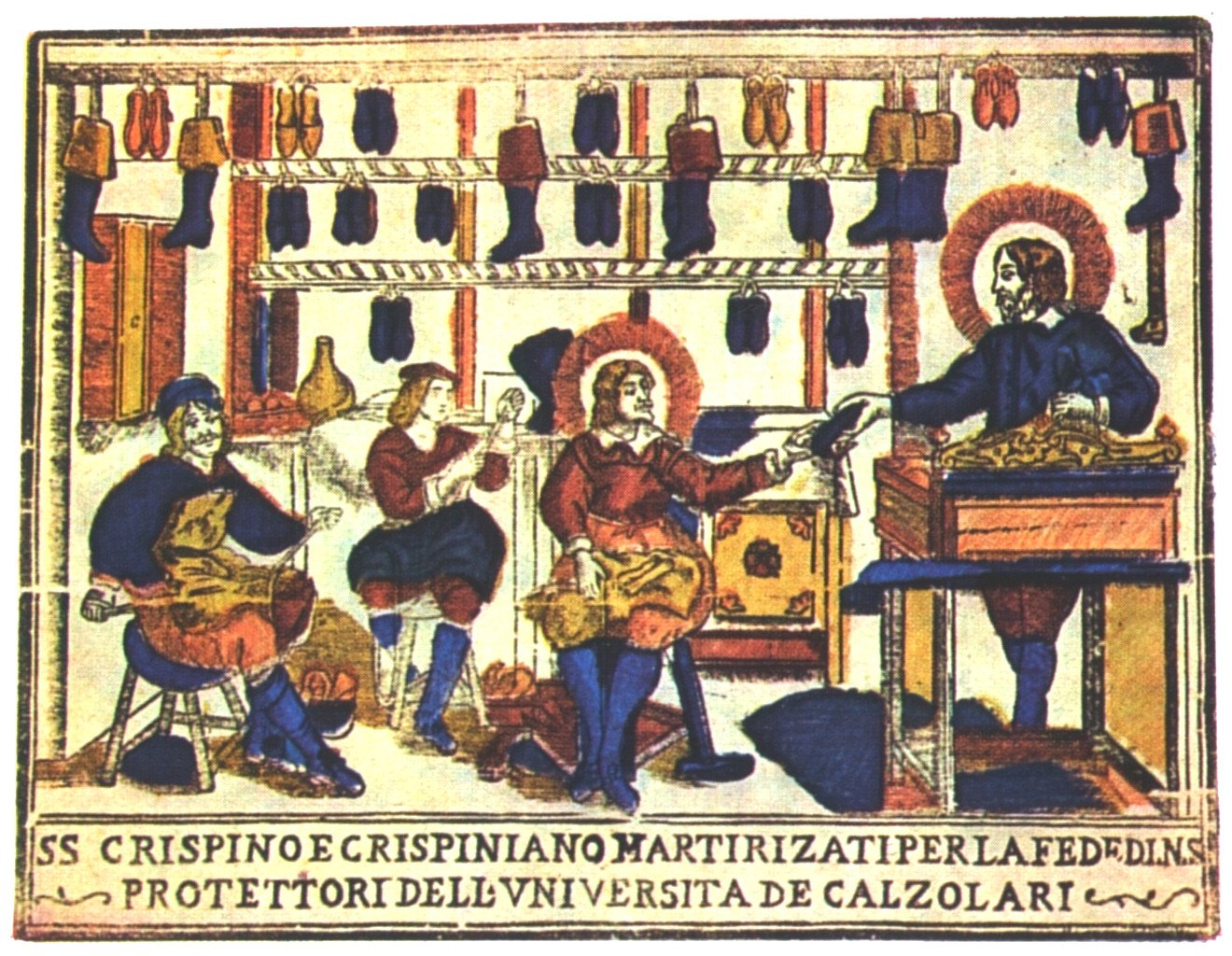
Crispinus und Crispinianus, Schutzpatrone der Schuster, colorierter Druck, Remondini di Bassano, 17. Jahrhundert

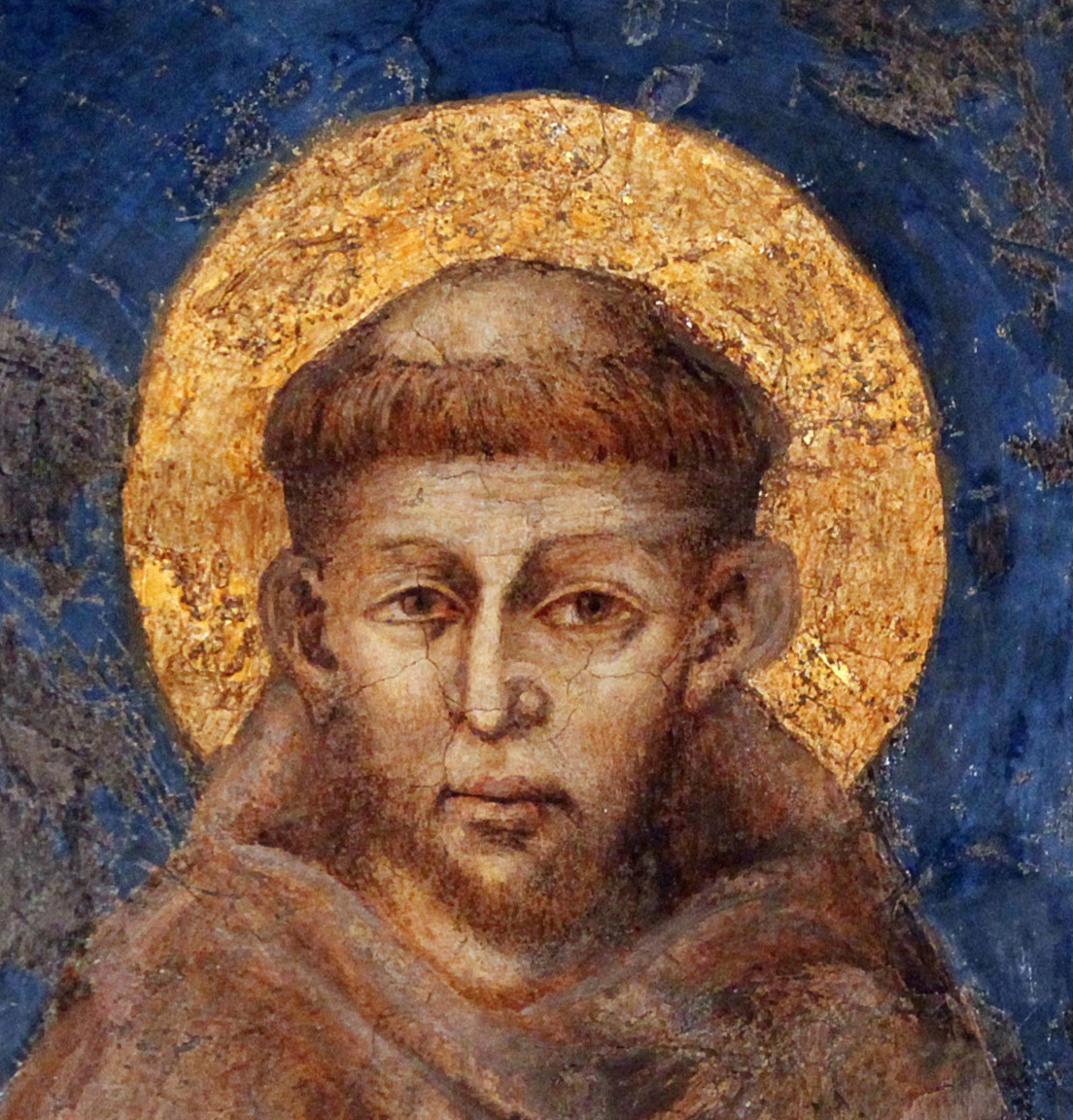
Cimabue: Franz von Assisi, Schutzpatron der Sozialarbeiter

- Ammen: Margareta von Antiochia, Cosmas und Damian
- Apotheker: Cosmas und Damian,[97] Michael, Johannes von Damaskus, Nikolaus von Myra[98]
- Arbeiter: Jakobus der Ältere, Joseph
- Architekten: Thomas (Apostel),[99][100] Barbara von Nikomedien
- Archäologen: Helena, Barbara von Nikomedien, Guthlac
- Artilleristen: Barbara von Nikomedien[101]
- Ärzte: Caesarius von Nazianz, Cosmas und Damian, Kamillus von Lellis, Pantaleon[85][102]
- Bäcker: Bernhard,[103] Nikolaus von Myra, Honorius, Michael,[104] Donatus, Autbert von Cambrai
- Bauern: Isidor von Madrid, Georg, Margareta von Antiochia, Guido von Anderlecht, Leonhard von Limoges, Antonius der Große
- Bergleute: Barbara von Nikomedien, Anna
- Bergsteiger: Bernhard von Menthon
- Bibliothekare: Laurentius von Brindisi, Hieronymus
- Bienenzüchter: Ambrosius
- Bierbrauer: Bonifatius, Petrus von Mailand, Arnulf von Metz, Florian von Lorch
- Bildhauer: Simon Petrus, Stephanus
- Bleigießer: Petrus, Vinzenz Ferrer
- Brauer: Adrian,[11] Arnulf von Metz
- Blumenhändler: Dorothea
- Buchbinder: Lukas, Liudger,[105] Ludwig der Heilige[106][107]
- Buchdrucker: Augustinus, Ludwig der Heilige
- Buchhändler: Johannes von Gott, Thomas von Aquin
- Dachdecker: Barbara von Nikomedien, Vinzenz von Valencia
- Dienstboten: Blandina, Martha von Bethanien
- Dienstmägde: Sibyllina Biscossi
- Diplomaten: Erzengel Gabriel
- Drechsler: Erasmus von Antiochia
- Droschkenkutscher: Fiacrius
- Essigmacher: Vinzenz von Agen[108]
- Fallschirmjäger: Erzengel Michael
- Fernmelder: Erzengel Gabriel
- Feuerwehrleute: Florian von Lorch,[109] Barbara von Nikomedien, Nikolaus von Myra
- Feuerwerker: Barbara von Nikomedien[10]
- Finanzbeamter: Matthäus
- Fischer: Apostel Petrus und Andreas
- Flugbegleiter: Bona von Pisa
- Fremdenlegionär: Antonius der Große[110]
- Fuhrmänner: Guido von Anderlecht
- Gärtner: Gertrud von Nivelles, Dorothea, Fiacrius
- Gastwirt: Abraham
- Gefängnisseelsorger: Moses der Äthiopier
- Gefängniswärter: Adrian von Nikomedien
- Geologen: Barbara von Nikomedien
- Gelehrte: Hieronymus
- Glaser: Petrus, Markus
- Glöckner: Eligius, Guido von Anderlecht
- Goldschmiede: Eligius[111]
- Händler: Ambrosius von Mailand, Obst- und Fruchthändler Christophorus
- Handwerker: Josef
- Hausangestellte: Zita
- Hausfrauen: Martha von Bethanien, Anna
- Heuarbeiter: Gervasius
- Hirten: Laurentius von Rom, Bernadette Soubirous
- Höhlenforscher: Benedikt von Nursia
- Holzfäller: Vinzenz von Valencia
- Holzbildhauer: Wolfgang von Regensburg
- Imker: Ambrosius, Valentin, Philaretos
- Ikonenmaler: Johannes von Damaskus
- Jäger: Hubertus, Martin von Tours[112]
- Journalisten: Franz von Sales[113]
- Juristen: Ivo Hélory,[114] Aya von Mons,[115] Stanislaus von Krakau
- Kaufleute: Michael, Nikolaus von Myra, Guido von Anderlecht
- Knechte: Guido von Anderlecht
- Köche: Laurentius von Rom
- Krankenpfleger: Kamillus von Lellis
- Künstler: Lukas
- Küster: Guido von Anderlecht
- Latrinenreiniger: Julius I., Papst 337–352
- Lebkuchenbäcker: Ambrosius
- Lehrer: Hieronymus, Cassian von Imola, Johannes Baptist de La Salle, Katharina von Alexandria
- Maler: Lukas
- Maurer: Petrus, Stephanus, Markus, Thomas (Apostel), Antoninus von Florenz
- Metzger: Petrus, Rita von Cascia, Nikolaus von Myra, Antonius der Große
- Müller: Verena, Arnold von Arnoldsweiler[38]
- Münzmeister: Eligius
- Musiker: Cäcilia, Arnold, Odo
- Notare: Markus
- Naturwissenschaftler: Albertus Magnus[116][117]
- Obdachlose: Peter von Betancurt, Benoît Joseph Labre
- Parfümeure: Maria Magdalena
- Philosophen: Katharina von Alexandrien[22]
- Pilger: Guido von Anderlecht, Jakobus
- Piloten: Elija, Josef von Copertino
- Pioniere: Barbara von Nikomedien[101]
- Pferdehändler: Eligius
- Politiker: Jeanne d’Arc, Thomas Morus
- Polizisten: Erzengel Michael
- Postboten, Kuriere: Erzengel Gabriel
- Prostituierte: Afra von Augsburg, Maria von Ägypten
- Radiosprecher: Erzengel Gabriel
- Raumfahrer: Josef von Copertino
- Redakteure: Franz von Sales
- Reiter: Georg, Michael
- Richter: Brictius von Tours
- Sänger: Cäcilia
- Sanitäter: Kamillus von Lellis
- Sattler: Georg, Quirinus von Neuss
- Schauspieler: Genesius von Rom, Pelagia
- Schäfer: Drogo von Sebourg,[118] Donatus,[119] Wendelin, Wolfgang von Regensburg[120]
- Schiffer: Petrus, Nikolaus von Myra,[121] Brendan
- Schlittschuhläufer: Lidwina von Schiedam
- Schlosser: Petrus
- Schmiede: Petrus, Eligius
- Schneider: Homobonus, Bonifatius, Clarus von Vienne
- Schornsteinfeger: Florian
- Seefahrer: Nikolaus von Myra
- Schüler, Studenten: Katharina von Alexandria, Ambrosius von Mailand, Nikolaus von Myra
- Schreiner: Petrus, Josef von Nazaret
- Schriftsteller: Franz von Sales, theologische Werke Katharina von Alexandria
- Schuster: Crispianus, Cosmas und Damian[122]
- Schützen: Sebastian
- Schweinehirten: Aper, Antonius der Große
- Schweinezüchter: Markus (Evangelist)
- Seeleute: Erasmus von Antiochia, Vinzenz von Valencia, Isidoros von Chios
- Seiler: Anna[123]
- Senfmacher: Vinzenz von Agen[124]
- Soldaten: Erzengel Michael, Georg, Martin von Tours, Gereon, Sebastian, Philaretos, Adrian von Nikomedien
- Sozialarbeiter: Franz von Assisi
- Stallknechte: Anna[125][126]
- Steinhauer: Petrus
- Steuerberater: Mammas
- Straßenwärter: Christophorus[127]
- Studenten: Aloisius, Nikolaus von Myra
- Taxifahrer: Fiacrius
- Theologen: Augustinus von Hippo,[128] Johannes von Damaskus, Thomas von Aquin
- Tierärzte: Franz von Assisi
- Tischler: Josef
- Töpfer: Petrus, Vinzenz von Valencia, Radegundis
- Totengräber: Tobias, Antonius der Große
- Tuchweber: Petrus
- Tunnelbauer: Barbara von Nikomedien
- Übersetzer: Hieronymus
- Uhrmacher: Petrus
- Wachszieher: Ambrosius
- Walker: Petrus
- Weber: Erasmus von Antiochia, Paulus, Radegundis
- Winzer: Cyriak, Urban von Langres[129]
- Zahnärzte: Apollonia
- Ziegelbrenner: Petrus, Vinzenz Ferrer
- Zimmerleute: Josef, Thomas (Apostel)

## Schutzpatrone der Bistümer
- Bistum Aachen: Gottesmutter Maria[130]

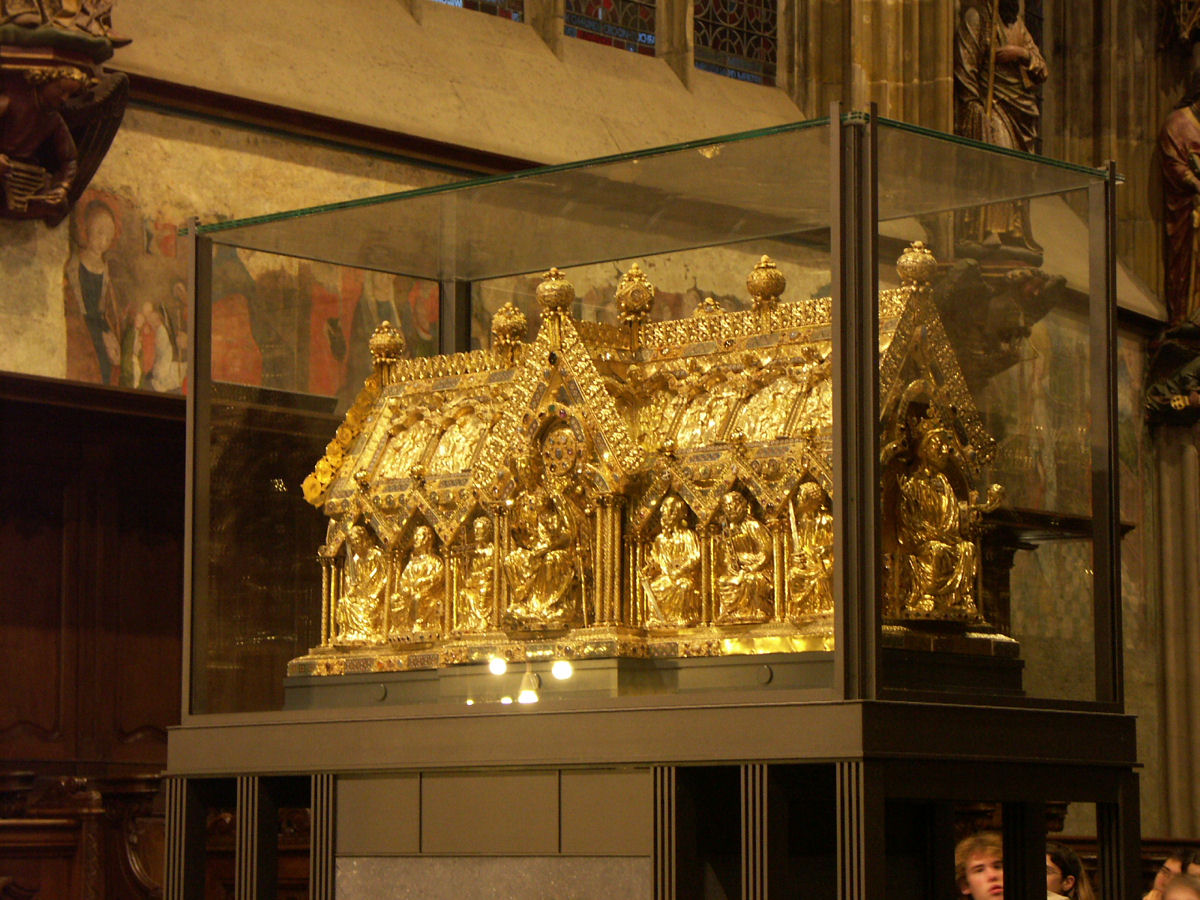
Marienschrein der Schutzpatronin des Bistums Aachen im Aachener Dom, 1238

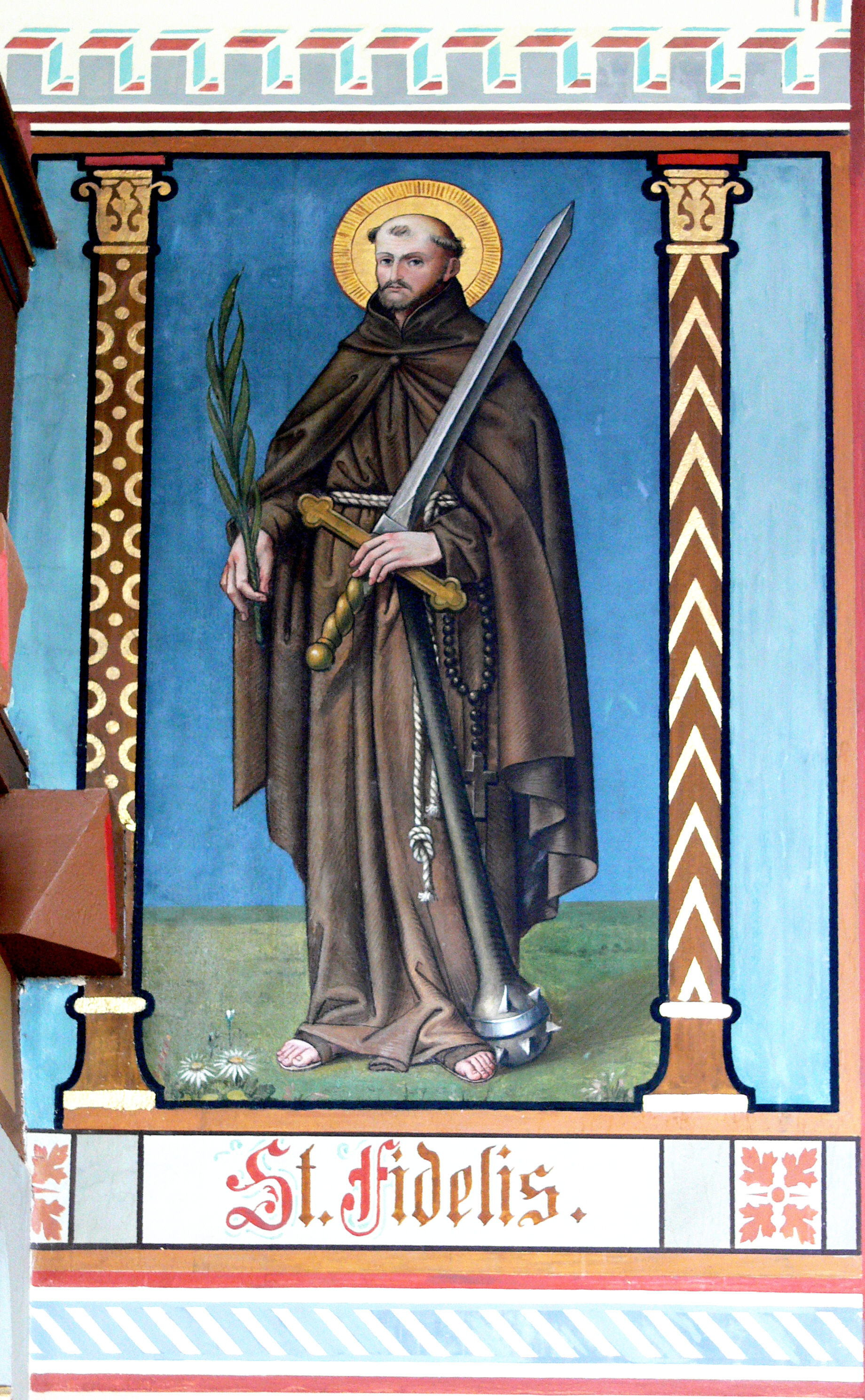
Fidelis von Sigmaringen, Schutzpatron des Bistums Feldkirch, Wandmalerei, Filialkirche St. Venantius, Pfärrenbach, Gemeinde Horgenzell

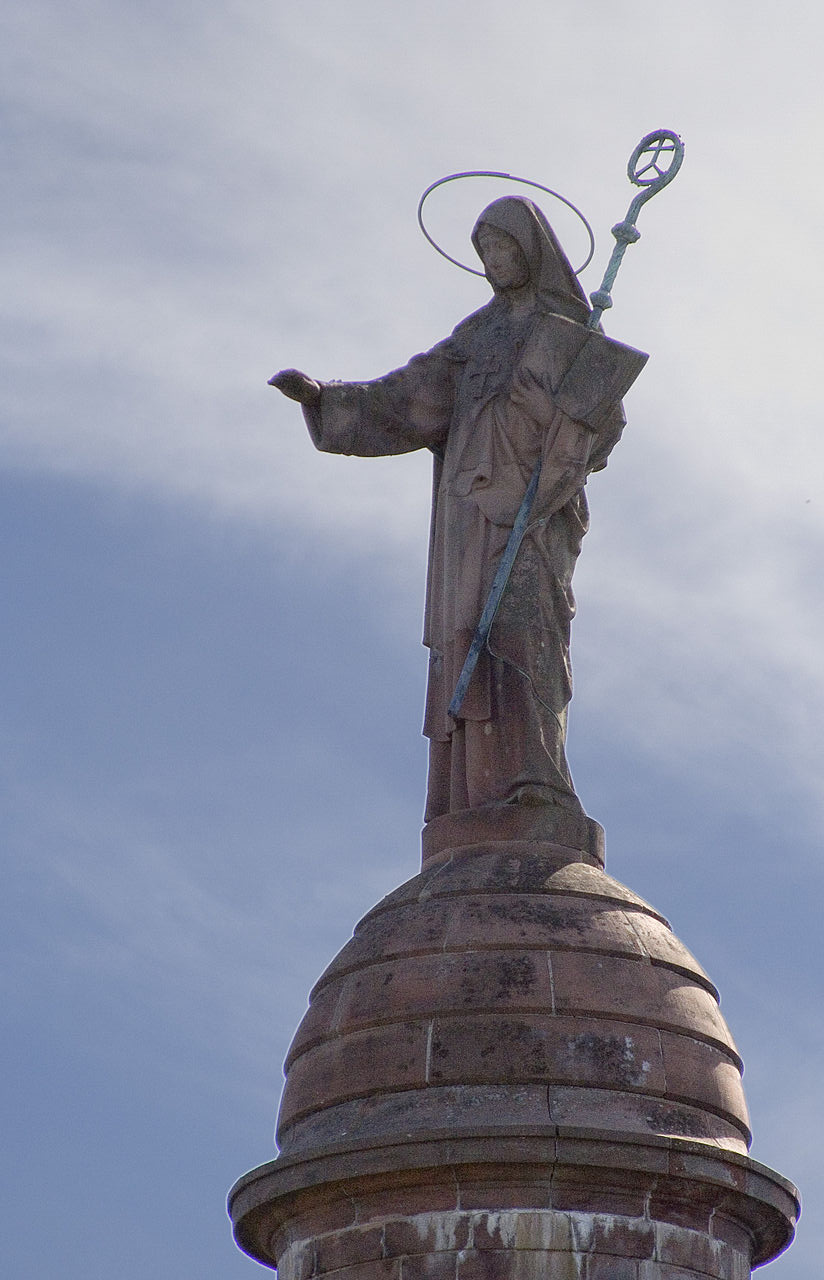
Odilia, Schutzpatronin des Bistums Straßburg, Kloster Mont Sainte-Odile, Elsass

- Bistum Augsburg: Ulrich von Augsburg, Afra von Augsburg
- Erzbistum Bamberg: Kaiser Heinrich, Kunigunde
- Erzbistum Berlin: Petrus, Otto von Bamberg, Hedwig von Andechs
- Bistum Basel: Ursus und Victor von Solothurn (seit 1828) und Verena (Co-Patronin seit 2003[131]), ursprünglich Maria (Mutter Jesu), Pantalus und Kaiser Heinrich II.[132]
- Bistum Bozen-Brixen: Korbinian von Freising, Petrus Canisius
- Bistum Brandenburg: Petrus und Paulus[133]
- Bistum Bremen: Ansgar von Bremen
- Bistum Chur: Luzius von Chur
- Bistum Dresden-Meißen: Benno von Meißen
- Bistum Eichstätt: Walburga, Willibald von Eichstätt, Wunibald, Richard von Wessex
- Territorialabtei Maria Einsiedeln: Maria (Mutter Jesu), Mauritius
- Bistum Essen: Liudger
- Bistum Erfurt: Elisabeth von Thüringen, Bonifatius, Kilian
- Bistum Feldkirch: Fidelis von Sigmaringen
- Erzbistum Freiburg: Jungfrau Maria, Konrad von Konstanz
- Bistum Fulda: Bonifatius, Elisabeth von Thüringen
- Bistum Görlitz: Hedwig von Schlesien
- Bistum Gurk: Johannes der Täufer, Hemma von Gurk
- Erzbistum Hamburg: Ansgar von Bremen
- Bistum Hildesheim: Maria, Patronatsfest ist Mariä Aufnahme in den Himmel, Bernward von Hildesheim, Godehard von Hildesheim[134]
- Bistum Innsbruck: Petrus Canisius
- Bistum Konstanz: Pelagius und Konrad von Konstanz
- Erzbistum Köln: Josef, Quirinus von Neuss
- Bistum Lausanne, Genf und Freiburg: Maria (Mutter Jesu) unter dem Titel ihrer Geburt (Hauptpatronin), Nikolaus von Myra und Franz von Sales (Nebenpatrone)[135]
- Bistum Lebus: Adalbert[136]
- Bistum Limburg: Georg
- Bistum Linz: Severin von Noricum
- Bistum Lugano: Karl Borromäus (Hauptpatron), Ambrosius und Abundius (Nebenpatrone)[137]
- Erzbistum Lissabon: Antonius von Padua
- Bistum Magdeburg: Norbert von Xanten
- Bistum Mainz: Martin von Tours
- Erzbistum München-Freising: Korbinian
- Bistum Münster: Liudger
- Bistum Osnabrück: Josef, Crispinus und Crispinianus
- Erzbistum Paderborn: Liborius, Ulrich von Augsburg, Antonius von Padua
- Bistum Passau: Valentin von Rätien, Severin von Noricum
- Bistum Regensburg: Wolfgang von Regensburg, Emmeram von Regensburg, Erhard von Regensburg
- Erzbistum Reims: Remigius von Reims
- Bistum Rottenburg-Stuttgart: Martin von Tours
- Territorialabtei Saint-Maurice: Mauritius
- Erzbistum Salzburg: Rupert von Salzburg, Virgilius von Salzburg
- Bistum Sitten: Theodor von Sitten (Theodul)
- Bistum Speyer: Gottesmutter Maria
- Bistum St. Gallen: Gallus und Otmar (Hauptpatrone) sowie Notker (Nebenpatron)[138]
- Bistum St. Pölten: Leopold der Fromme, Hippolyt von Rom, Severin von Noricum
- Bistum Trier: Helena, Matthias (Apostel)
- Territorialabtei Wettingen-Mehrerau: Gottesmutter Maria
- Bistum Wien: Severin von Noricum, Klemens Maria Hofbauer
- Bistum Worms: Petrus,[139] Amandus von Worms
- Bistum Würzburg: Kilian von Würzburg[140]

## Schutzheilige für besondere Anliegen

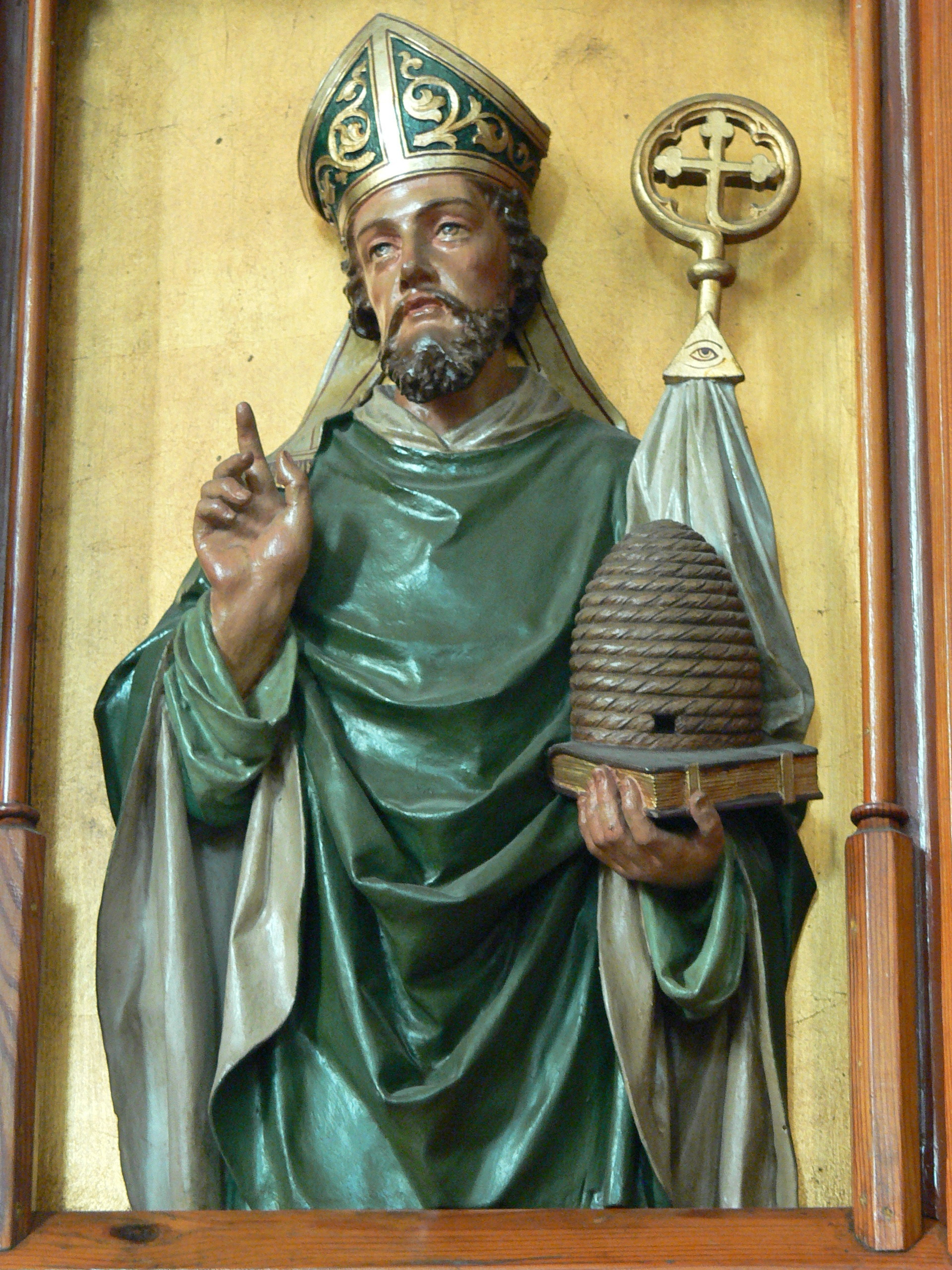
Ambrosius von Mailand, Schutzpatron der Imker und Bienen, Statue, Sankt Peter am Wimberg

### Die katholische Kirche
- Josef von Nazaret

### Tiere
- Bienen: Ambrosius
- Federvieh: Vinzenz von Valencia
- Gänse: Gallus
- Haustiere: Ambrosius, Leonhard von Limoges
- Pferde: Quirinus von Neuss, Leonhard von Limoges, Georg[141]
- Herden: Laurentius von Rom, Antonius der Große[142]
- Vieh: Guido von Anderlecht, Adalar, Georg[143]
- Wolf: Gregor der Große, Nikolaus von Myra, Petrus[144]

### Krankheiten und Leiden
- Alkoholismus: Johannes der Täufer
- Angina: Suitbert
- Angststörung: Johannes der Täufer
- Armleiden: Fridolin von Säckingen
- Armschmerzen: Amalberga von Gent
- Arthritis: Babylas, Fusca
- Atemnot: Salmanus
- aufbrechende Wunden: Reineldis

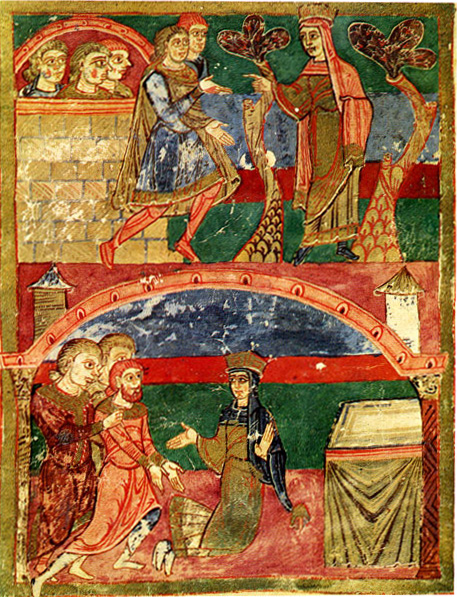
Szenen aus dem Leben der Radegunde, Schutzpatronin der Leprakranken, 11. Jahrhundert, Manuskrip 250. Bibliothèque municipale de Poitiers

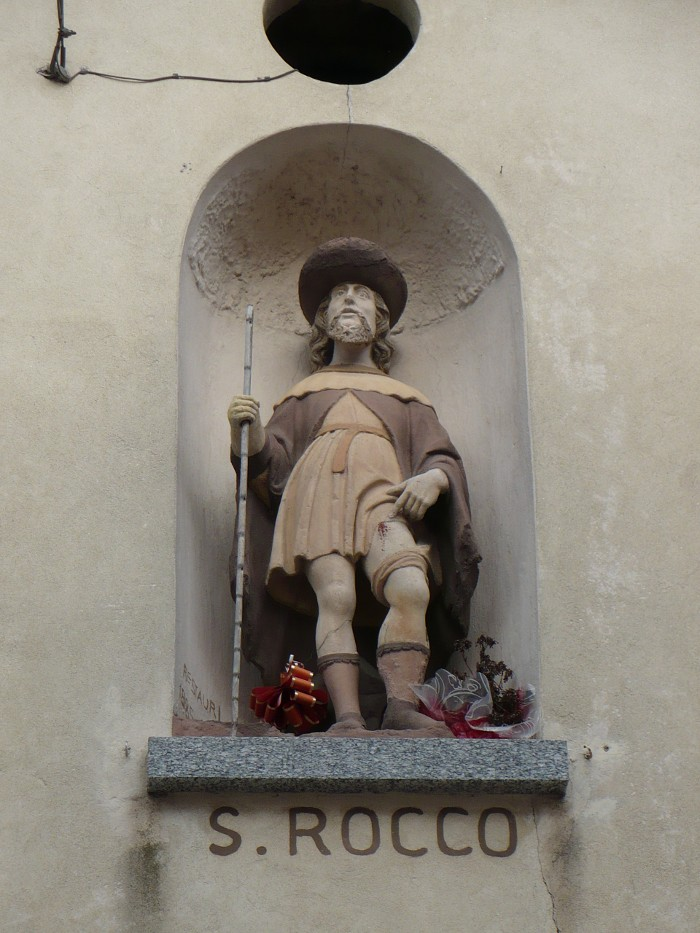
Statue des Rochus von Montpellier, Schutzpatron der Pestkranken, der charakteristisch für seine eigene überwundene Pesterkrankung auf sein Wundmal am Oberschenkel hinweist. Uggiate-Trevano, Lombardei

- Augenkrankheiten: Adelheid, Odilia, Odilia von Köln, Vitus, Magnus von Füssen, Lucia von Syrakus, Ramwold von Regensburg, Nicasius, Vedast, Theoderich von Reims, Deocar, Paschasia, Wolfgang von Regensburg, Wolfsind, Kümmernis, Walter von Pontoise, Walburga, Ulrich von Augsburg, Lucius von Cavargna, Tobias, Thomas, Theobald von Provins, Thekla, Stanislaus Kostka, Sennis, Roland von Chézery, Raphael, Quirinus von Tegernsee, Pirminius, Maria Magdalena, Lüfthildis, Leodegar von Autun, Laurentius von Rom, Landelin von Ettenheimmünster, Kolumba von Sens, Kilian, Klara von Assisi, Josef von Nazaret, Ilga von Schwarzenberg, Hieronymus, Hemma von Gurk, Gezelinus von Schlebusch, Gangolf, Franca Visalta, Burgundofara, Æthelthryth, Ermelindis von Meldert, Erhard von Regensburg, Coleta Boillet, Christophorus, Clarus von Vienne, Aloisius von Gonzaga, Aldegundis, Abdo
- Ausschlag: Markulf von Nanteuil, Rosa von Lima, Martin von Tours
- Auszehrung: Pantaleon
- Bauchschmerzen: Anna, Wolfgang von Regensburg
- Beinleiden: Peregrinus Laziosi, Ermelindis von Meldert, Fridolin von Säckingen, Quirinus von Neuss, Rochus von Montpellier, Romedius
- Besessenheit: Petrus, Theodorich von St-Hubert, Morandus
- Blasenkrankheiten: Blasius von Sebaste
- Blindheit: Albin von Angers, Christophorus, Laurentius der Erleuchter, Lucia von Syrakus, Ludwig IX.
- Blutfluss: Alexander von Rom, Casilda von Toledo, Gervasius und Protasius, Lucia von Syrakus, Martha von Bethanien, Sabina, Veronika, Wolfgang von Regensburg
- Blutungen: Bernhardin von Siena, Blasius von Sebaste
- Brandwunden: Agatha von Catania, Florian von Lorch, Johannes, Laurentius von Rom
- Bruchleiden: Berthild von Chelles, Florentius von Straßburg, Guntmar von Nivesdonck, Rasso von Andechs, Sigismund von Burgund, Cornelius
- Brustkrankheiten:Agatha von Catania, Anastasia von Sirmium, Aldegundis von Maubeuge, Bernhardin von Siena, Mamertus
- Brustschmerzen: Anna
- Cholera: Błogosławiona Bronisława, Charalampos, Ignatius von Loyola, Rochus von Montpellier
- Diphtherie: Blasius von Sebaste
- Drüsenkrankheiten: Eduard der Bekenner
- Drüsenkrankheiten am Hals: Markulf von Nanteuil
- Durchfall: Germanus von Auxerre
- Eitergeschwüre: Quirinus von Neuss
- eiternde Wunden: Reineldis von Saintes
- Entzündungen: Aldegundis von Maubeuge, Benedikt von Nursia
- Epilepsie: Alban von Mainz, Apollinaris von Ravenna, Christophorus, Hemma von Gurk, Balthasar, Bibiana, Simon Petrus, Johannes der Täufer, Johannes der Evangelist,[145] Valentin von Rätien, Vinzenz Ferrer, Valentin von Terni, Gerebernus, Willibrord, Veit, Johannes Chrysostomos, Joachim von Siena, Gislenus, Ebrulf von St-Évroult, Cornelius, Ägidius, Donatus
- Epilepsie bei Kindern: Gezelinus von Schlebusch
- Fieber: Adalhard, Agatha von Catania, Albertus Siculus, Aldegundis von Maubeuge, Amalberga von Gent, Anna, Antonius von Florenz, Antonius von Padua, Barbara von Nikomedien, Benedikt von Nursia, Bonifatius von Lausanne, Chrodechild, Coleta Boillet, Damasus I., Dominikus, Dominikus von Sora, Domitian von Maastricht, Ebrulf von St-Évroult, Elija, Ermelindis von Meldert, Firmin der Ältere von Amiens, Genoveva, Georg der Märtyrer, Germanus von Paris, Gertrud von Nivelles, Godeleva, Hadeloga von Kitzingen, Hiltrud von Lissies, Hugo von Cluny, Idesbald von Dünen, Ignatius von Loyola, Jodok, Julianus von Brioude, Karl I. von Flandern, Klara von Assisi, Laurentius, Liborius von Le Mans, Mamertus, Maria von Ägypten, Maternus, Medardus, Otto von Bamberg, Patroclus von Troyes, Petronilla, Simon Petrus, Petrus Chrysologus, Petrus von Alcantara, Reginald von Orléans, Remigius von Reims, Romedius, Servatius von Tongern, Sieben Schläfer von Ephesus, Sigismund von Burgund, Silvester von Chalons-sur-Saône, Stanislaus Kostka, Theobald Roggeri, Theobald von Provins, Theoderich von Reims, Tillo von Solignac, Vinzenz Ferrer, Wiwina von Brüssel, Walter von Rebais
- Fieber bei Kindern: Radegundis
- Fisteln: Fiacrius, Quirinus von Neuss
- Frostbeulen: Basilissa
- Fußleiden: Arbogast von Straßburg, Johannes, Koloman, Quirinus von Siscia, Rochus von Montpellier, Servatius von Tongern, Victor, Wolfgang von Regensburg, Petrus, Quirinus von Neuss
- Gallensteine: Apollinaris von Ravenna, Benedikt von Nursia
- Gebärmutterkrankheiten: Valentin von Terni, Kümmernis
- Gehörkrankheiten: Ludwig IX.
- Geisteskrankheiten: Ägidius, Kolumban der Jüngere, Leonhard von Noblat, Medardus
- Gelbsucht: Odilo von Cluny
- Gelenkkrankheiten: Burkard, Werenfrid
- Geschlechtskrankheiten: Apollinaris von Ravenna, Leonhard von Noblat, Regina
- Geschwüre: Antonius der Große, Blasius von Sebaste, Aldegundis von Maubeuge, Kosmas und Damian, Radegundis, Sebastian
- Gesichtskrankheiten: Margareta von Antiochia
- Gehörlosigkeit: Franz von Sales[146]
- Gicht: Valentin, Gerebernus, Wendelin,[147] Quirinus von Neuss, Peregrinus Laziosi, Andreas, Anna, Anno II., Apollinaris von Ravenna, Balthasar Ravaschieri, Godehard von Hildesheim, Gregor der Große, Kilian, Mauritius, Maurus, Quirinus von Siscia, Quirinus von Malmedy, Sulpicius II. von Bourges, Theobald von Provins, Urban I., Werenfrid, Wolfgang von Regensburg
- Gliederbrüche: Stanislaus Kostka
- Gliederkrankheiten: Filippo Neri
- Gliederschmerzen: Ermelindis von Meldert, Kuno I. von Pfullingen
- Grind: Ignatius von Antiochien, Radegundis
- Gürtelrose: Antonius der Große,[148]
- Halserkrankungen: Blasius von Sebaste,[149] Suitbert
- HIV: Sebastian[150]
- Infektionskrankheiten: Bartholomäus Buonpedoni, Maternus
- Kopfschmerzen: Athanasius von Alexandria, Vinzenz Ferrer, Quirinus von Neuss
- Körperschwäche: Vinzenz von Valencia
- Krebs, Onkologie: Adelgunde,[23] Antonius der Große,[148] Peregrinus Laziosi[151]
- Kropf, Balbina[10], Quirinus von Neuss
- Leibschmerzen: Brictius von Tours, Erasmus von Antiochia[152]
- Lepra: Bassianus von Lodi, Genoveva von Paris, Gunthildis, Radegundis, Franz von Assisi, Elisabeth von Thüringen, Odilia, Radegunde, Abélard, Hildegard von Schlesien, Othmar von St. Gallen[153]
- Nieren: Markus, Liborius
- Ohnmacht: Valentin
- Pest: vierzehn Nothelfer, Adrian,[11] Rochus von Montpellier,[154] Sebastian, Rosalia, Karl Borromäus, Valentin von Terni, Alexius von Edessa, Peregrinus Laziosi
- Pocken: Rita von Cascia, Genoveva von Paris, Matthias, Saturninus von Toulouse
- Skoliose: José de Anchieta
- Seuchen: Alexius von Edessa
- Rheumatismus: Kilian, Jakobus der Ältere, Servatius von Tongern, Peregrinus Laziosi, Wendelin[147]
- Ruhr: Guido von Anderlecht
- Schlangenbiss: Petrus
- Tollwut: Petrus,[155] Hubertus von Lüttich[156]
- Unfruchtbarkeit: Margareta von Antiochia, Vinzenz Ferrer
- Tierseuchen: Guido von Anderlecht
- Unfruchtbarkeit von Frauen: Ägidius[11]
- Wahnsinn: Dymphna (in der orthodoxen Kirche)[43]
- Wassersucht: Lukan von Säben
- Wunden: Margareta von Antiochia
- Zahnschmerzen: Blasius von Sebaste, Apollonia[157]

### Medien
- Fernsehen: Klara von Assisi
- Fotografie: Veronika
- Telegrafie und Rundfunk: Jeanne d’Arc, Maximilian Kolbe
- Internet: Isidor von Sevilla (inoffiziell, 2001 vorgeschlagen)

### Bevölkerungsgruppen
- Frauen: Franziska von Rom

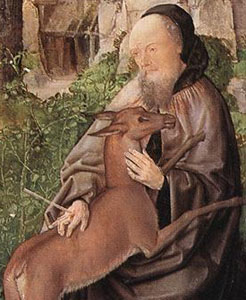
Ägidius, Schutzpatron der Mütter und Hirten, gegen Aussatz und Epilepsie

- Jugend: Valentin, Aloisius, Gabriel von der Schmerzhaften Jungfrau, Maria Goretti
- Jungfrauen und junge Mädchen: Nikolaus von Myra, Margareta von Antiochia, Agnes von Rom, Josef, Maria, Agatha von Catania, Lucia von Syrakus
- Jungmänner: Konrad von Parzham
- Kinder: Nikolaus von Myra, Stylianos, Quiricus
- Männer: Justin der Bekenner
- Mütter: Monika von Tagaste, Ägidius[158]
- Neuvermählte: Dorothea
- Säuglinge: Quiricus
- Schwangere und Gebärende: Margareta von Antiochia
- Verliebte, Verlobte: Antonius von Padua, Valentin, siehe auch (Valentinstag)
- Witwen: Gertrud von Nivelles, Lea von Rom

### Kirchliche Dienste
- Chöre: Cäcilia von Rom
- Diakone: Stephanus

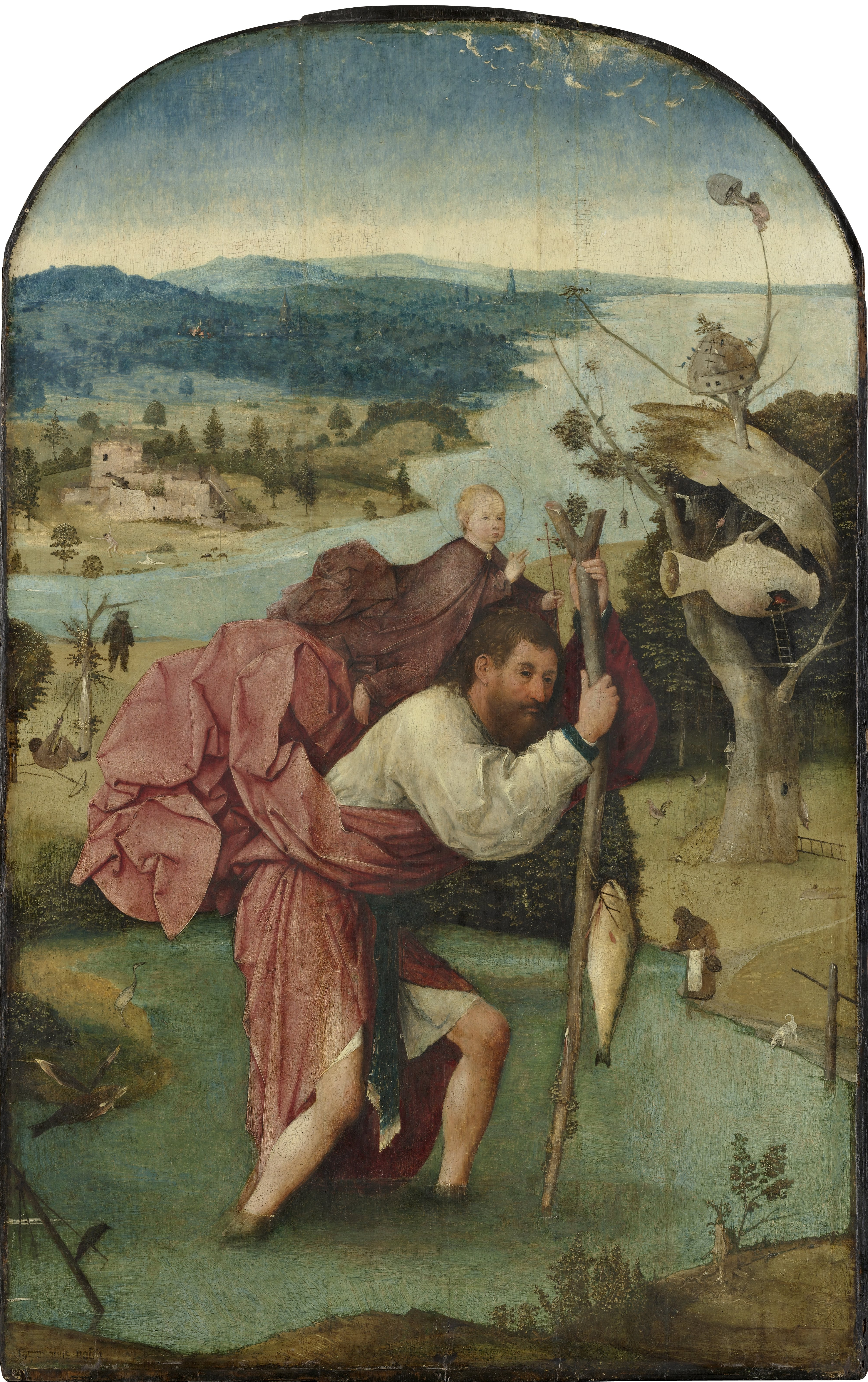
Der heilige Christophorus,
Schutzpatron der Seeleute, Reisenden, Lastträger, Kraftfahrer und Luftschiffer, Hieronymus Bosch, 1504/05

- Ministranten: Dominikus Savio, Tarzisius, Nikolaus von Myra
- Päpste: Petrus
- Pfarrer: Johannes Maria Vianney
- Sängerknaben: Dominikus Savio
- Seelsorger: Johannes von Nepomuk

### Reisende
- Autofahrer: Christophorus, Franziska von Rom, Rita von Cascia
- Pilger: Jakobus der Ältere, Gertrud von Nivelles, Alexius von Edessa, Petronilla, Quirinus von Neuss, Jodok
- Reisende: Valentin, Petronilla, Nikolaus von Myra

### Not und Bedrängnis
- generell: vierzehn Nothelfer
- Arme: Elisabeth von Thüringen

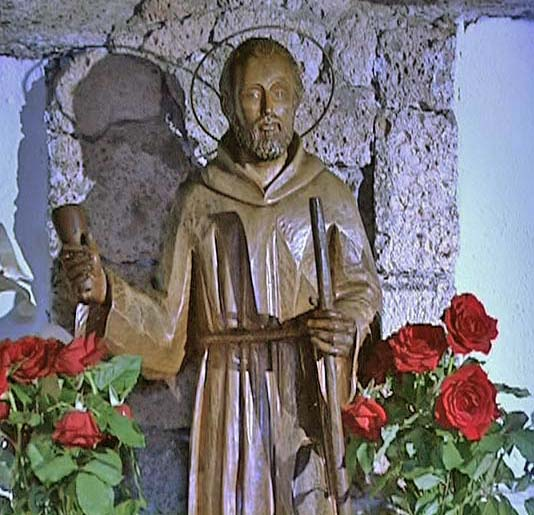
Peter von Betancurt, Schutzpatron der Diener der Kranken.

- aussichtslose Anliegen: Judas Thaddäus, Rita von Cascia
- Bedrohte, durch Wölfe, Bären und Schlangen: Dominikus von Sora
- Beichtende, Büßer und Reuige: Petrus
- Betrunkene: Noach
- Bettler: Alexius von Edessa, Lazarus,[159] Martin von Tours
- Diebstahl: Vinzenz von Valencia (Wiedererlangung gestohlener Sachen), Gervasius (gegen Diebstahl)

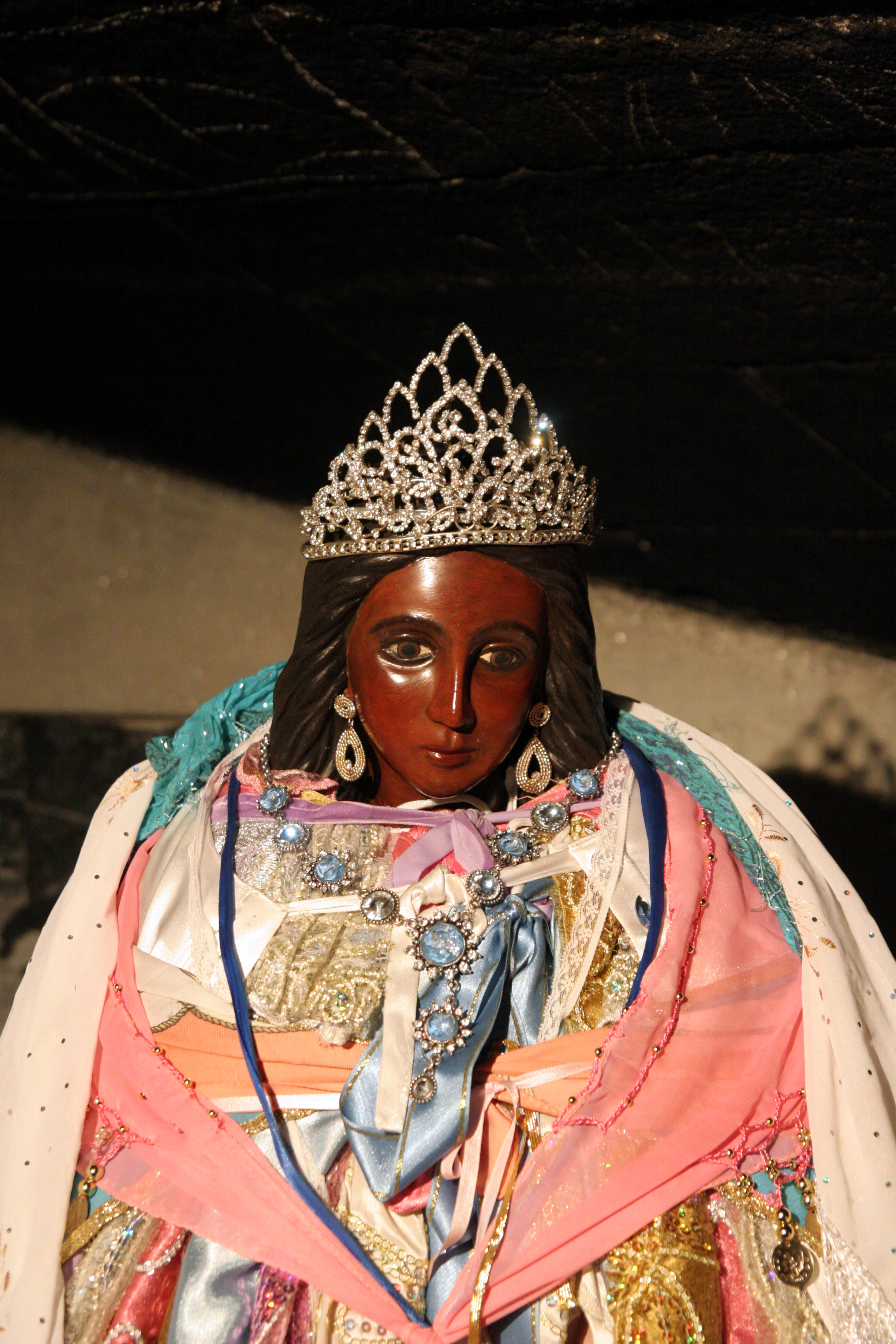
Schwarze Sara, Schutzpatronin der Sinti und Roma.

- Erdbeben und Seuchen: Emygdius, Agatha von Catania, Sebastian, Rochus von Montpellier, Prosper der Märtyrer
- Examensnöte: Rita von Cascia
- Diener der Kranken: Peter von Betancurt[160]
- Findlinge: Johannes der Täufer
- Gebärenden und Wöchnerinnen: Peregrinus Laziosi
- Gefangene: Dismas, Nikolaus von Tolentino, Leonhard von Limoges,[161] Victor von Mailand
- Gewitter: Eurosia von Jaca
- Hagel: Eurosia von Jaca
- Kranke und Sieche: Alexius von Edessa, Rochus von Montpellier, Irene von Rom, Elisabeth von Thüringen
- Menschen in Gefahr eines gewaltsamen Todes: Barbara von Nikomedien
- Mütter in Not: Julitta
- Migranten: Franziska Xaviera Cabrini
- Schiffbrüchige: Petrus, Nikolaus von Tolentino
- Seelen im Fegefeuer: Unsere Liebe Frau auf dem Berge Karmel und Franziska von Rom
- Stürme: Eurosia von Jaca
- Verirrte und Verfahrene: Maria
- bei Verlust von Gegenständen: Antonius von Padua
- Vertriebene: Victor von Mailand
- für gedeihliches Wetter: Viktoria von Córdoba

### Verbände und Vereinigungen
- Katholische junge Gemeinde: Thomas Morus
- Katholische Landvolkbewegung und Katholische Landjugendbewegung: Niklaus von Flüe
- Kolpingsfamilie und Kolpingjugend: Josef, Adolph Kolping
- Pfadfinder: Georg[162][163]
- Schweizerischer Studentenverein: Niklaus von Flüe

### Sonstiges
- Sinti und Roma: Schwarze Sara